# Dipartimenti del Burkina Faso

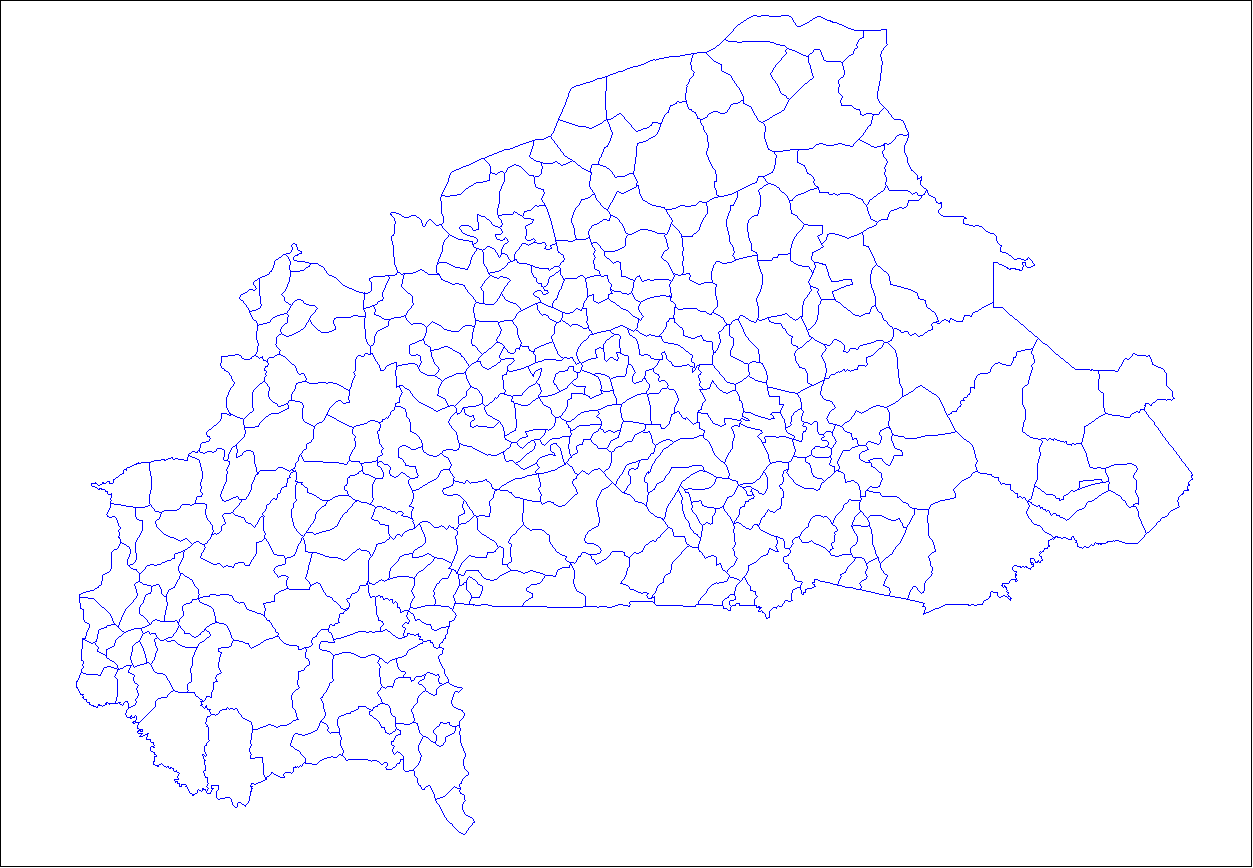
Suddivisione in dipartimenti del Burkina Faso

I dipartimenti del Burkina Faso (in francese départements) sono la suddivisione territoriale di terzo livello del Burkina Faso e sono pari a 351. Sotto il profilo amministrativo, corrispondono in buona sostanza ai comuni.
Dei dipartimenti previsti, 49 sono classificati ufficialmente come città (in francese villes), trattandosi di aree urbane vere e proprie, mentre 283 sono classificati come comuni (in francese communes), che sono aree popolate in ambito rurale. Presentano il titolo di città i 45 capoluoghi di provincia e altre quattro località che presentano caratteristiche di agglomerati urbani: Bitou, Garango, Niangoloko e Pouytenga.

## Profili istituzionali
Ogni dipartimento è composto dal capoluogo, che nel caso delle città è a sua volta suddiviso in più settori (in francese Secteurs), e da un numero assai variabile di villaggi, che può andare da un minimo di 6-7 unità ad un massimo di oltre 100. Il dipartimento con il maggior numero di villaggi è quello di Kampti, che ne conta 113 oltre al capoluogo.
Fanno eccezione a questa organizzazione amministrativa le due città più grandi, la capitale Ouagadougou e Bobo-Dioulasso, per le quali è prevista anche una suddivisione intermedia in distretti (in francese arrondissement), cinque per Ouagadougou e tre per Bobo-Dioulasso, che hanno una loro indipendenza dall'amministrazione centrale del dipartimento ed eleggono un loro sindaco ed un loro consiglio.
Ogni dipartimento elegge un proprio sindaco ed un consiglio di dipartimento. Il consiglio di dipartimento viene eletto sulla base di ogni singolo villaggio: ogni villaggio elegge un numero di consiglieri proporzionale alla propria popolazione, ma ognuno di essi ha comunque diritto di nominarne almeno due; questa organizzazione porta, in particolare nei dipartimenti con un alto numero di villaggi, ad eleggere consigli composti da un numero elevato di membri (nel caso del già citato dipartimento di Kampti, il consiglio di dipartimento è composto da 229 membri).

## Lista
I dipartimenti dove indicato sono classificati ufficialmente come città, trattandosi di aree urbane vere e proprie.

### Provincia di Balé
Dipartimenti della Provincia di Balé:

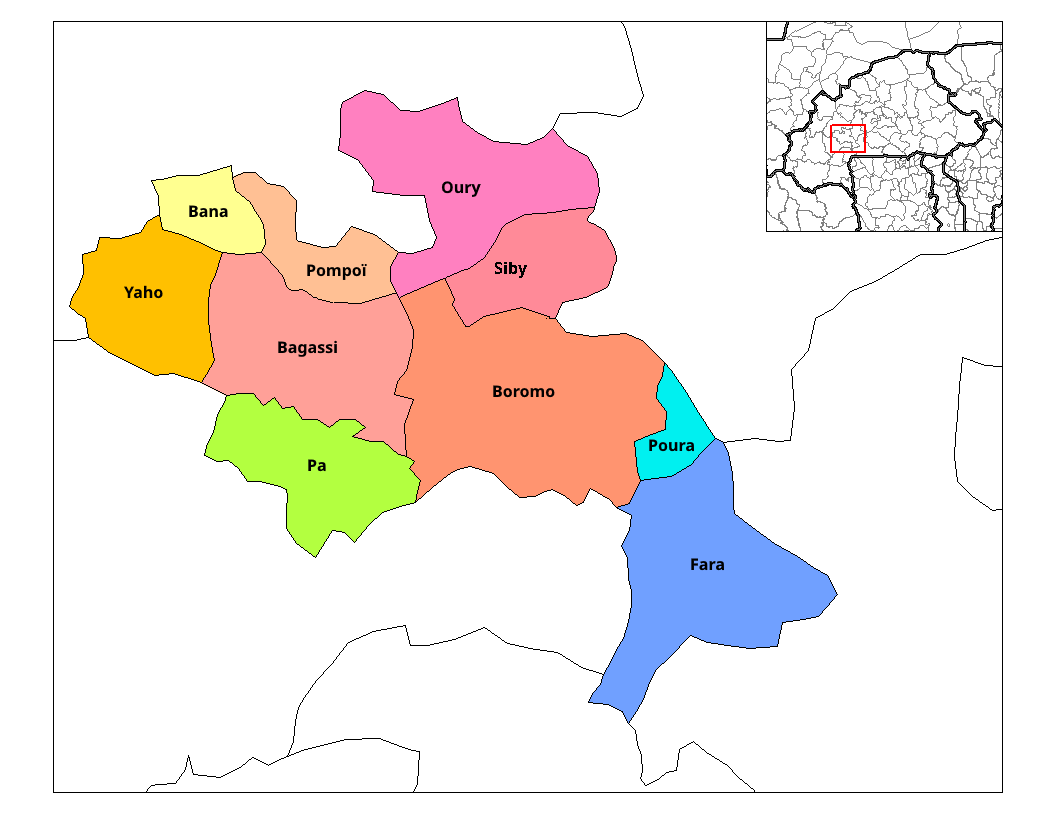
Dipartimenti della provincia di Balé

- Bagassi
- Bana
- Boromo (città)
- Fara
- Oury
- Pâ
- Pompoï
- Poura
- Siby
- Yaho

### Provincia di Bam
Dipartimenti della Provincia di Bam:

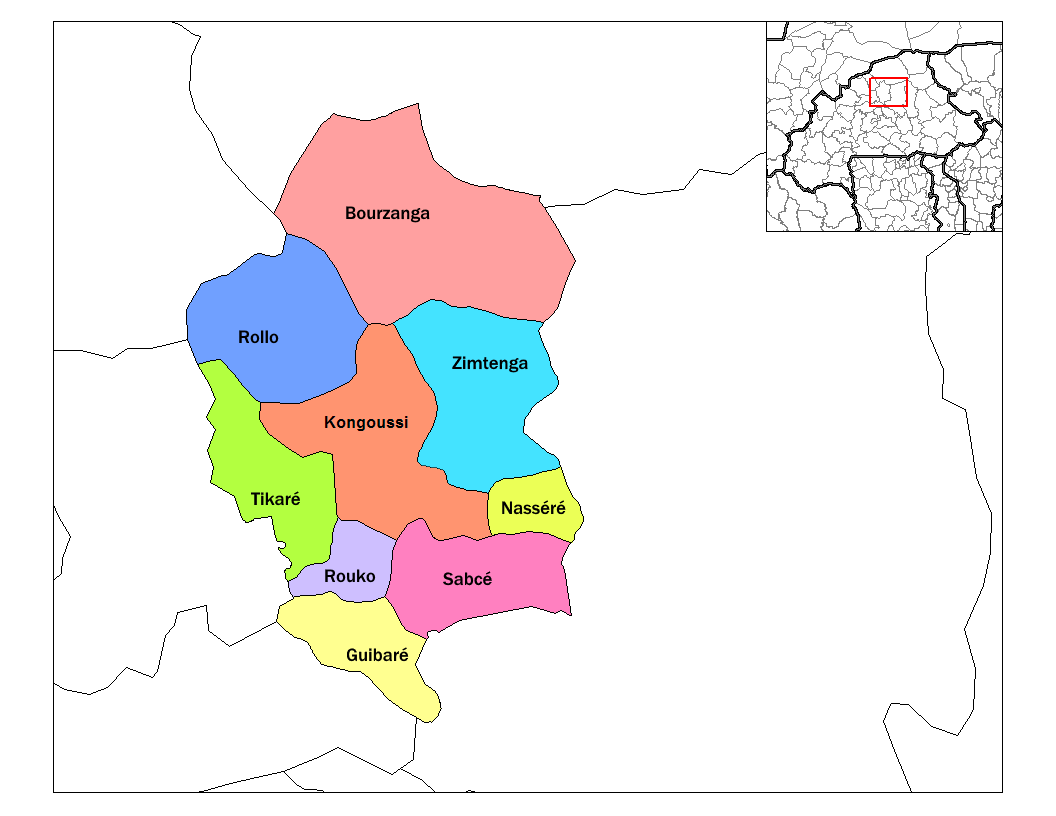
Dipartimenti della provincia di Bam

- Bourzanga
- Guibaré
- Kongoussi (città)
- Nasséré
- Rollo
- Rouko
- Sabcé
- Tikaré
- Zimtenga

### Provincia di Banwa
Dipartimenti della Provincia di Banwa:

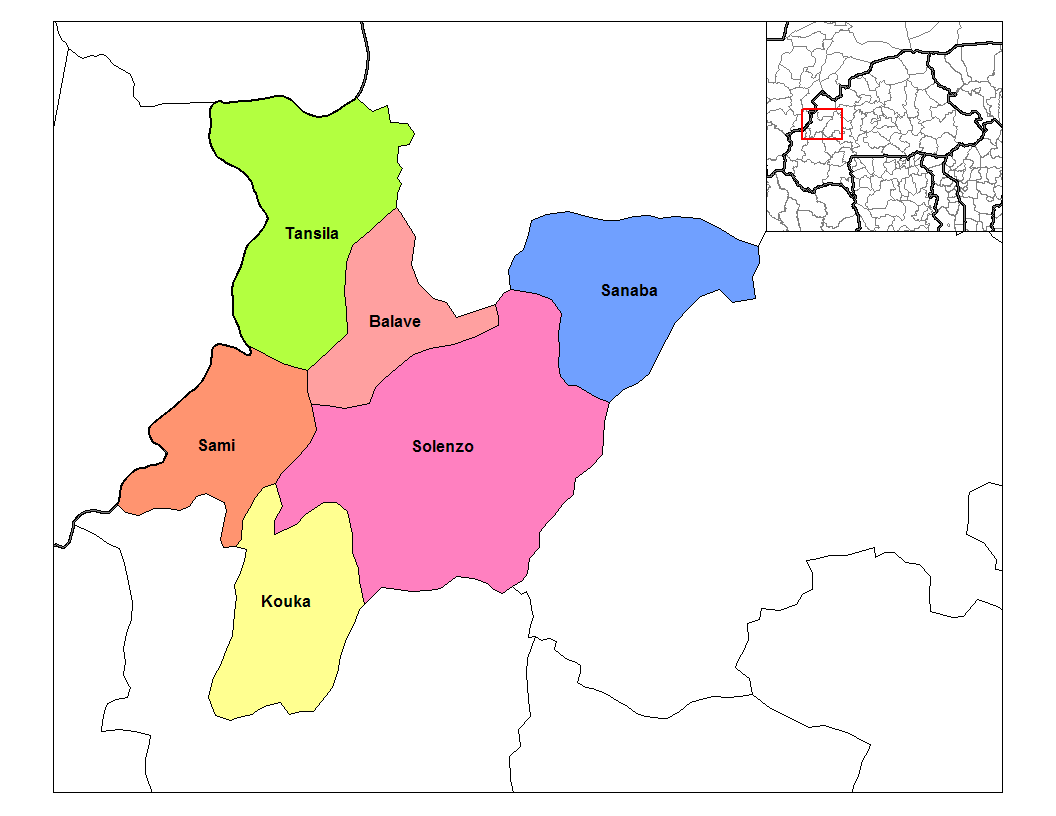
Dipartimenti della provincia di Banwa

- Balavé
- Kouka
- Sami
- Sanaba
- Solenzo (città)
- Tansila

### Provincia di Bazèga
Dipartimenti della Provincia di Bazèga:

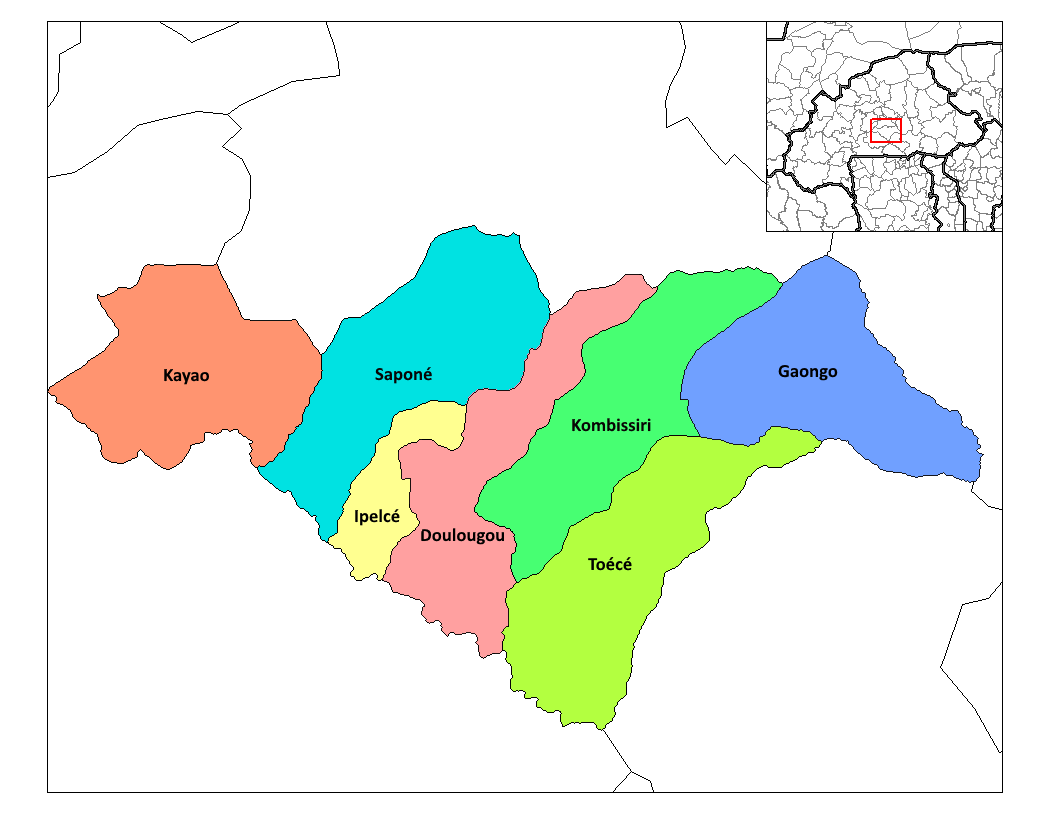
Dipartimenti della provincia di Bazèga

- Doulougou
- Gaongo
- Ipelcé
- Kayao
- Kombissiri (città)
- Saponé
- Toécé

### Provincia di Bougouriba
Dipartimenti della Provincia di Bougouriba:

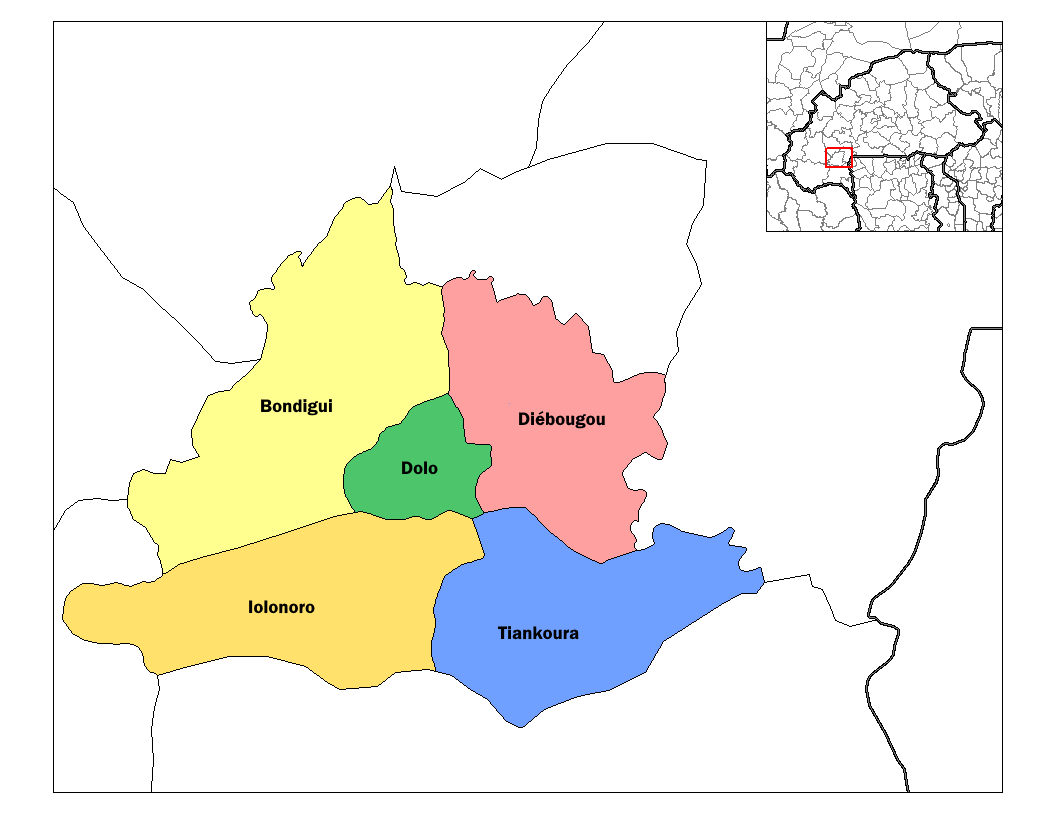
Dipartimenti della provincia di Bougouriba

- Bondigui
- Diébougou (città)
- Dolo
- Nioronioro
- Tiankoura

### Provincia di Boulgou
Dipartimenti della Provincia di Boulgou:

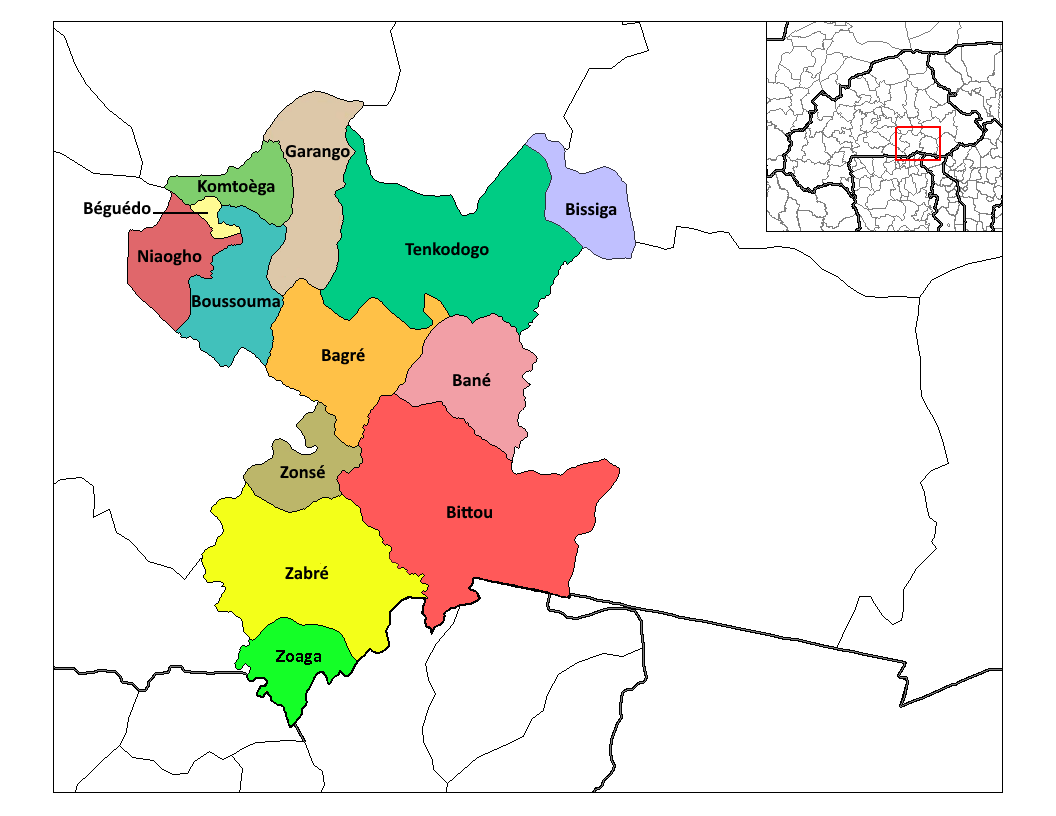
Dipartimenti della provincia di Boulgou

- Bagré
- Bané
- Béguédo
- Bissiga
- Bitou (città)
- Boussouma (Centro-Est)
- Garango (città)
- Komtoèga
- Niaogho
- Tenkodogo (città)
- Zabré
- Zoaga
- Zonsé

### Provincia di Boulkiemdé
Dipartimenti della Provincia di Boulkiemdé:

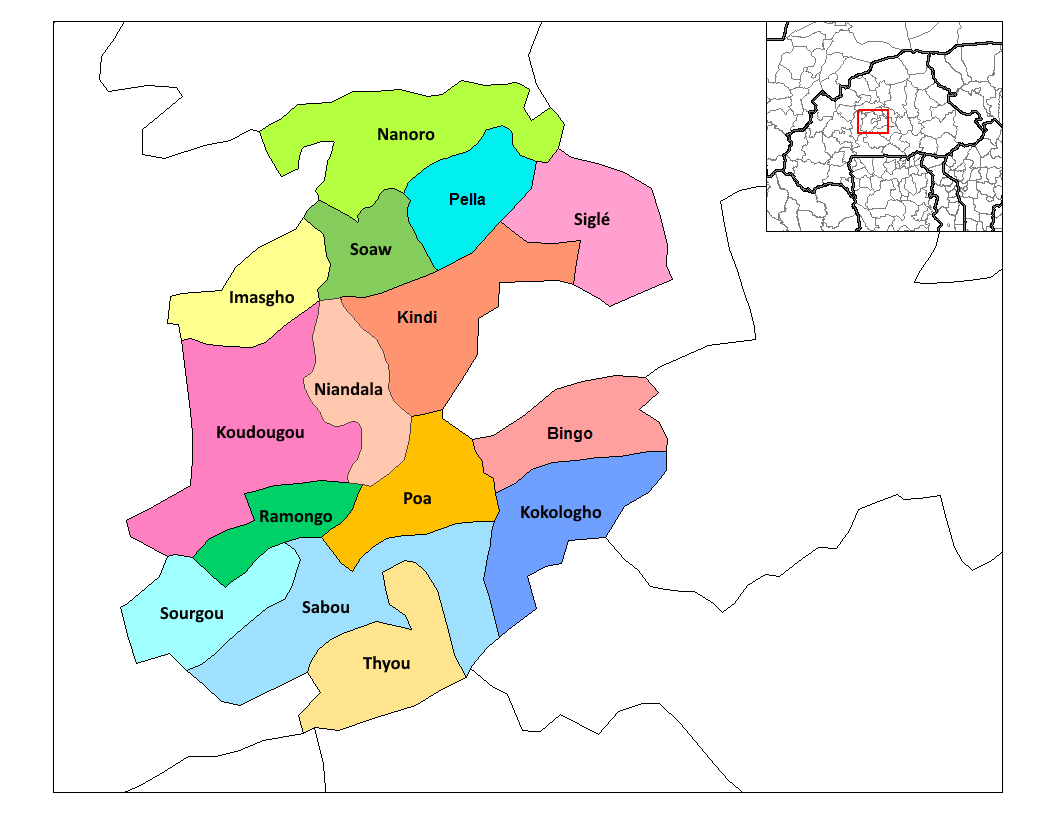
Dipartimenti della provincia di Boulkiemdé

- Bingo
- Imasgo
- Kindi
- Kokologo
- Koudougou (città)
- Nanoro
- Niandala
- Pella
- Poa
- Ramongo
- Sabou
- Siglé
- Soaw
- Sourgou
- Thyou

### Provincia di Comoé
Dipartimenti della Provincia di Comoé:

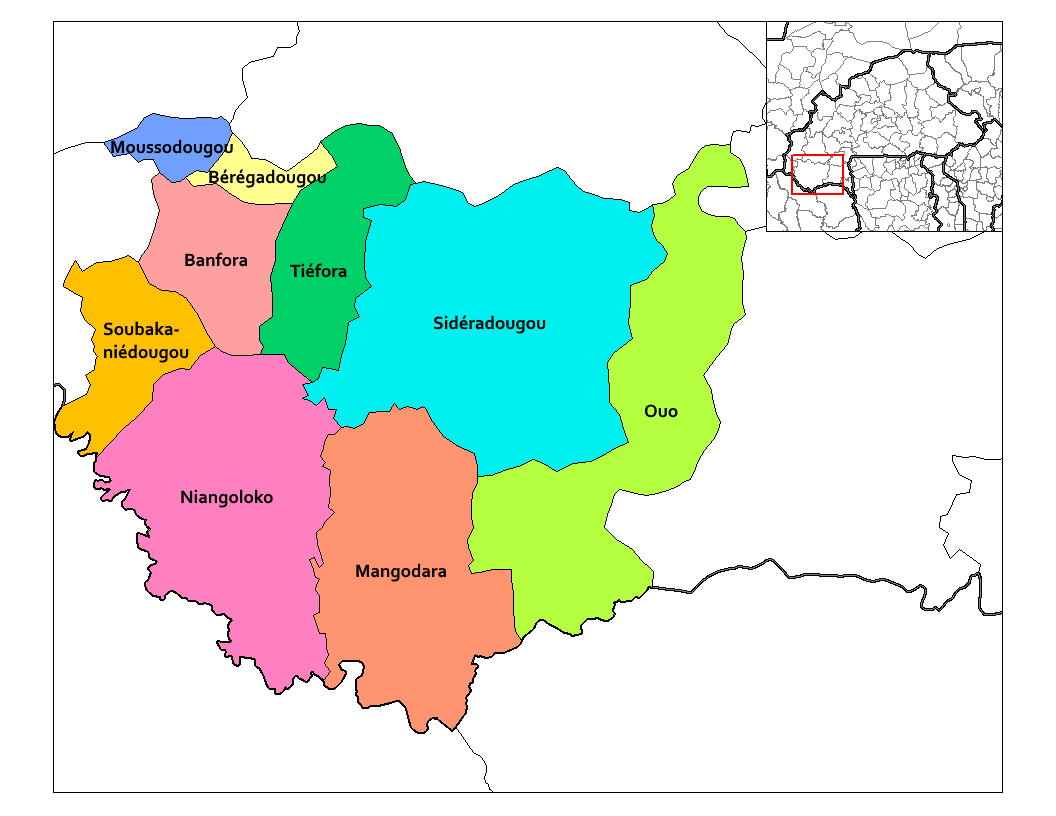
Dipartimenti della provincia di Comoé

- Banfora (città)
- Bérégadougou
- Mangodara
- Moussodougou
- Niangoloko (città)
- Ouo
- Sidéradougou
- Soubakaniédougou
- Tiéfora

### Provincia di Ganzourgou
Dipartimenti della Provincia di Ganzourgou:

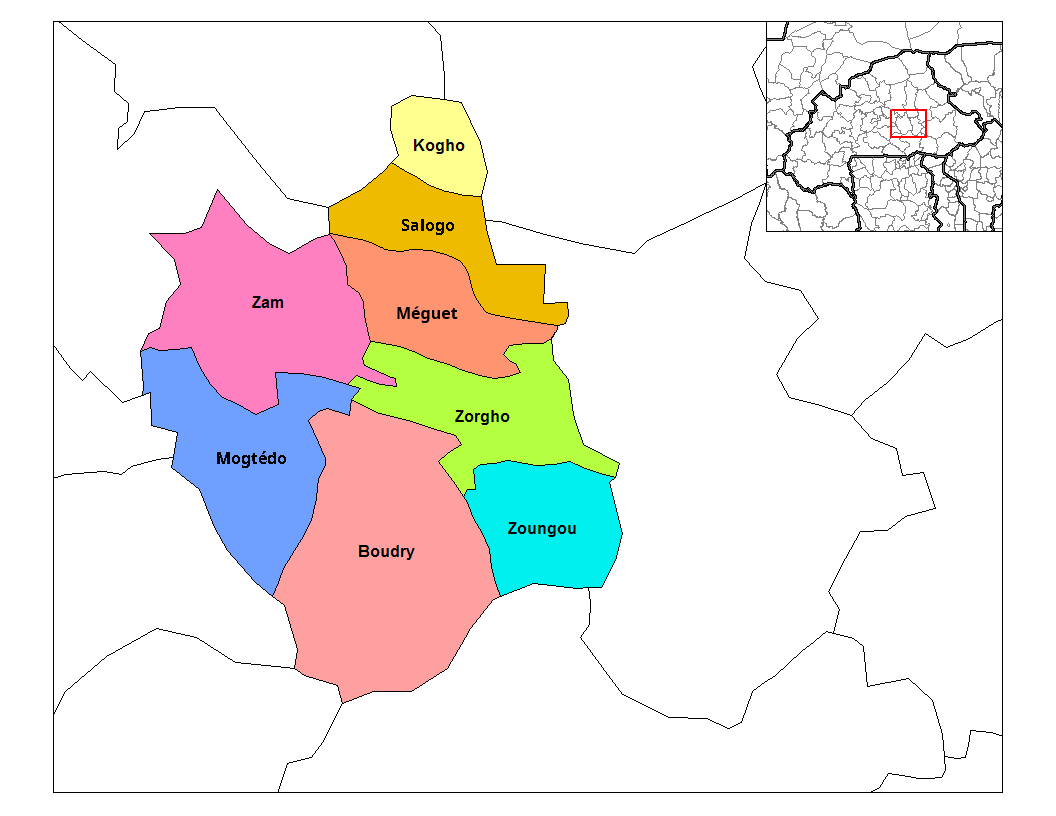
Dipartimenti della provincia di Ganzourgou

- Boudry
- Kogho
- Méguet
- Mogtédo
- Salogo
- Zam
- Zorgho (città)
- Zoungou

### Provincia di Gnagna
Dipartimenti della Provincia di Gnagna:

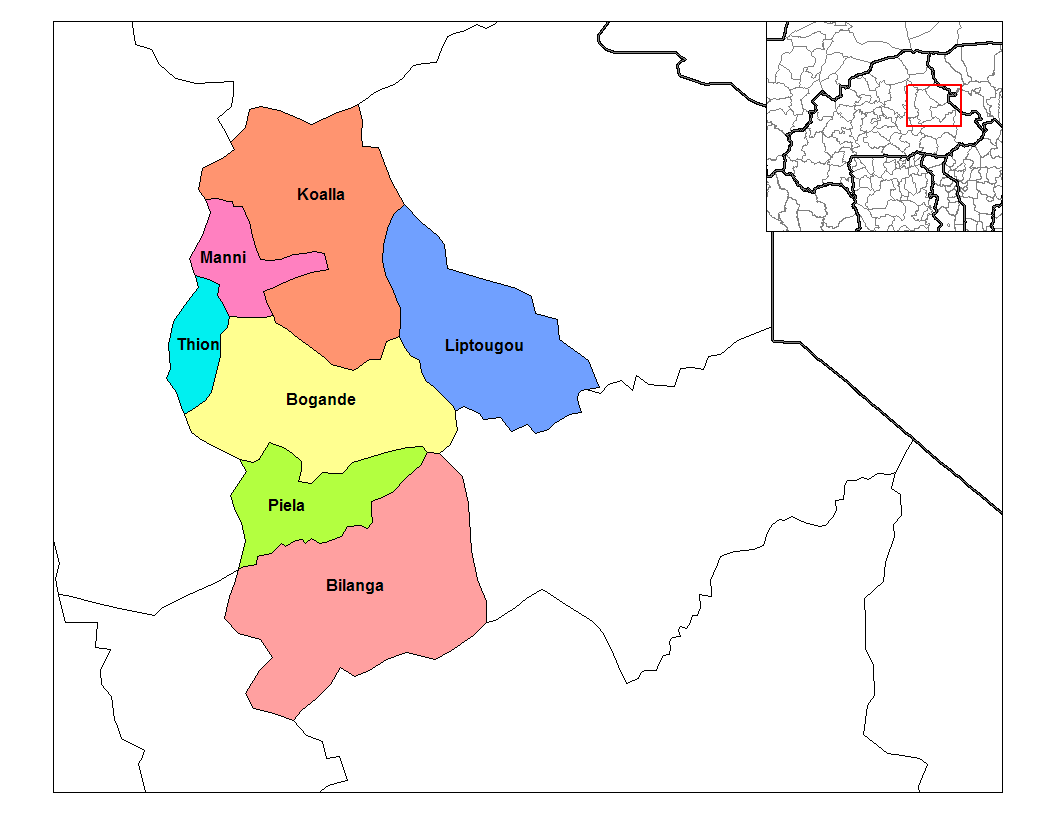
Dipartimenti della provincia di Gnagna

- Bilanga
- Bogandé (città)
- Coalla
- Liptougou
- Mani
- Piéla
- Thion

### Provincia di Gourma
Dipartimenti della Provincia di Gourma:

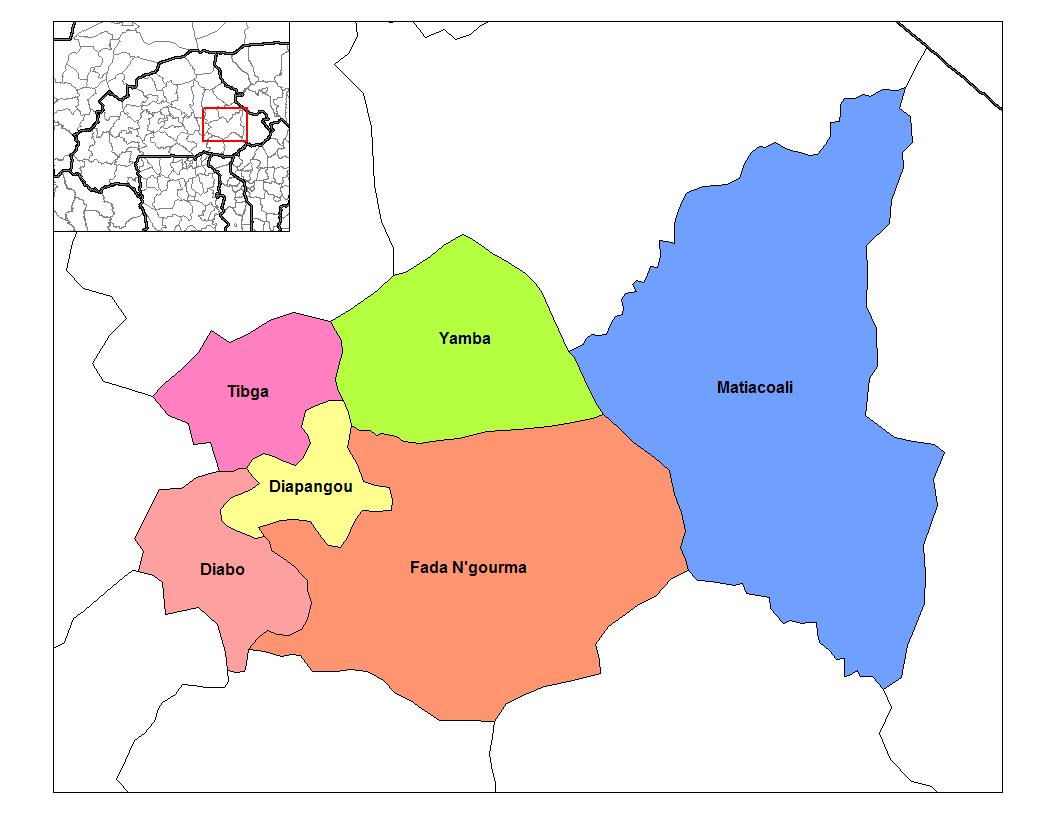
Dipartimenti della provincia di Gourma

- Diabo
- Diapangou
- Fada N'gourma (città)
- Matiacoali
- Tibga
- Yamba

### Provincia di Houet
Dipartimenti della Provincia di Houet:

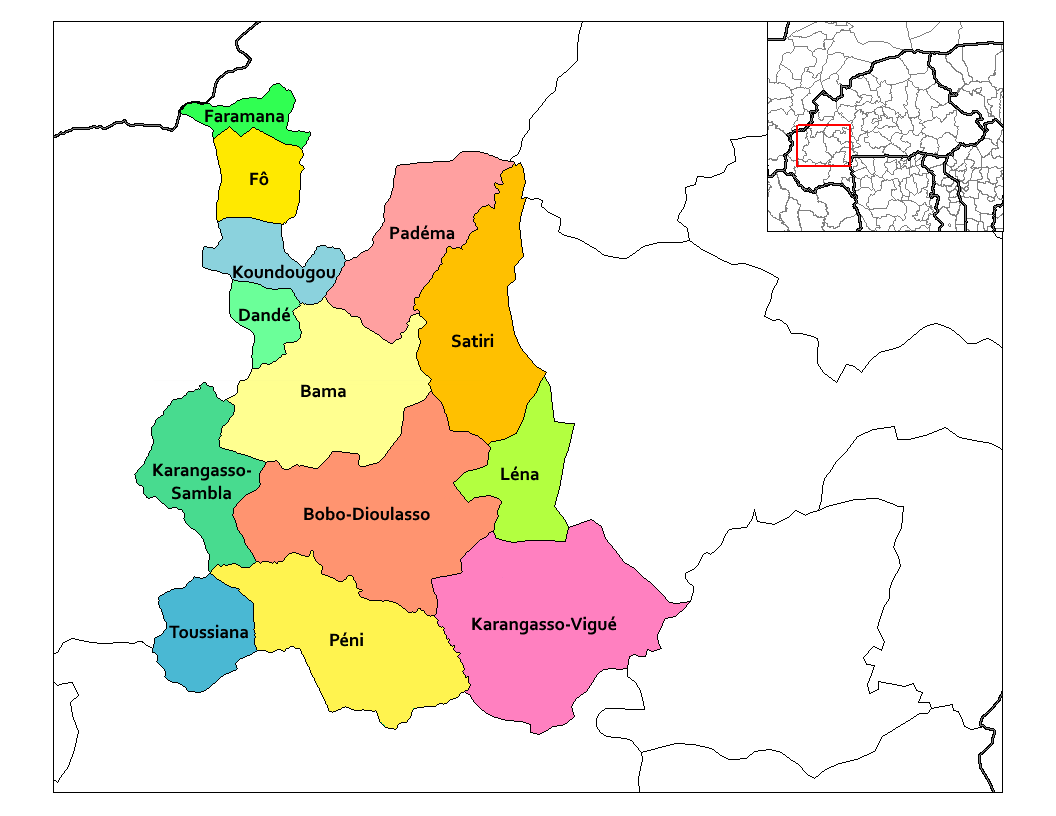
Dipartimenti della provincia di Houet

- Bama
- Bobo-Dioulasso (città)
- Dandé
- Faramana
- Fô
- Karangasso-Sambla
- Karangasso-Vigué
- Koundougou
- Léna
- Padéma
- Péni
- Satiri
- Toussiana

### Provincia di Ioba
Dipartimenti della Provincia di Ioba:

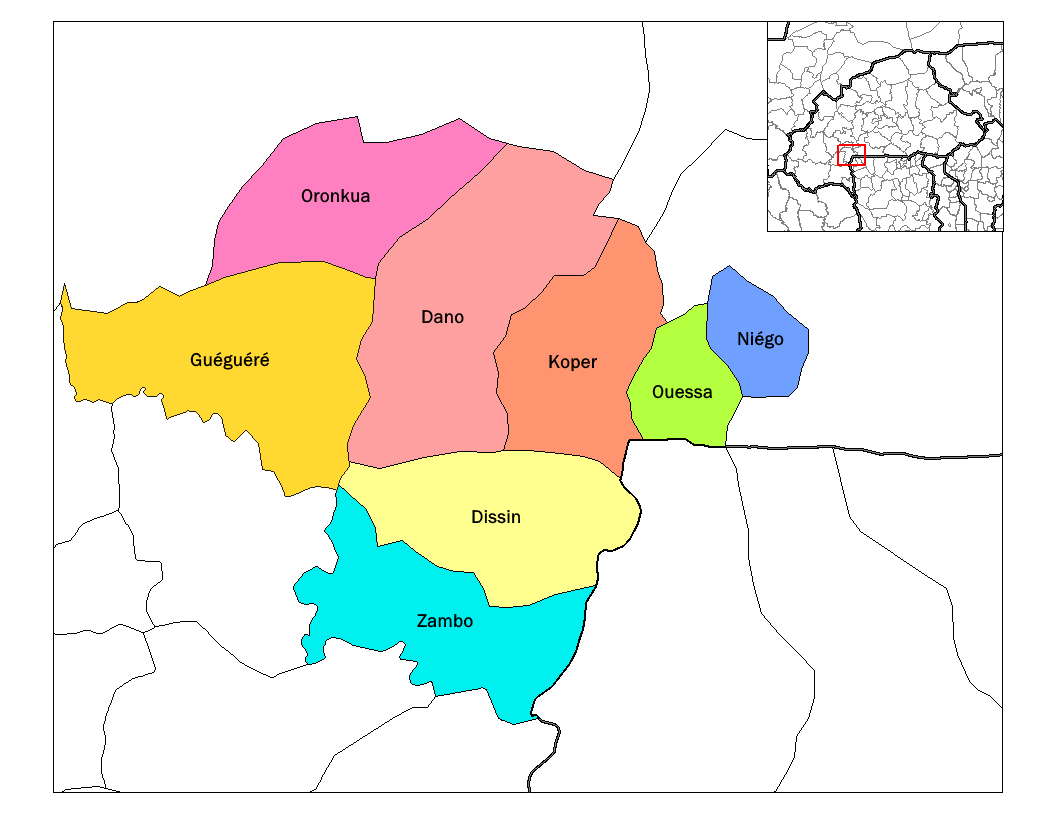
Dipartimenti della provincia di Ioba

- Dano (città)
- Dissin
- Guéguéré
- Koper
- Niégo
- Oronkua
- Ouéssa
- Zambo

### Provincia di Kadiogo
Dipartimenti della Provincia di Kadiogo:

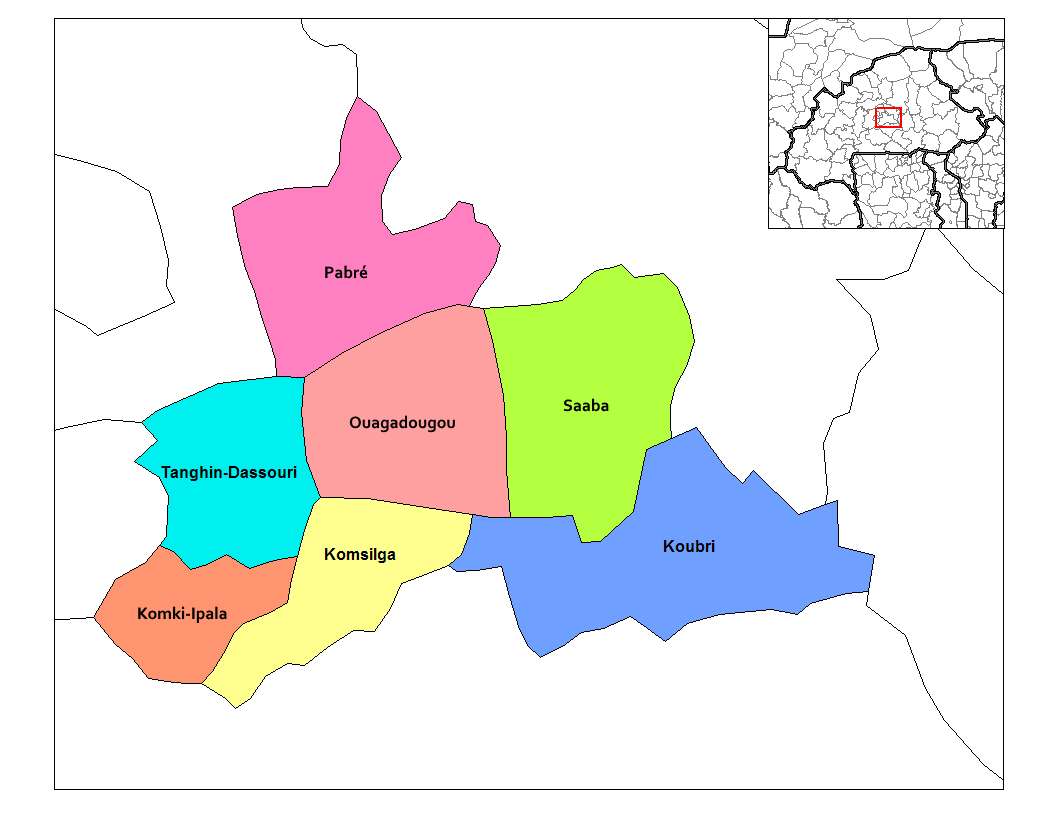
Dipartimenti della provincia di Kadiogo

- Komki-Ipala
- Komsilga
- Koubri
- Ouagadougou (città)
- Pabré
- Saaba
- Tanghin-Dassouri

### Provincia di Kénédougou
Dipartimenti della Provincia di Kénédougou:

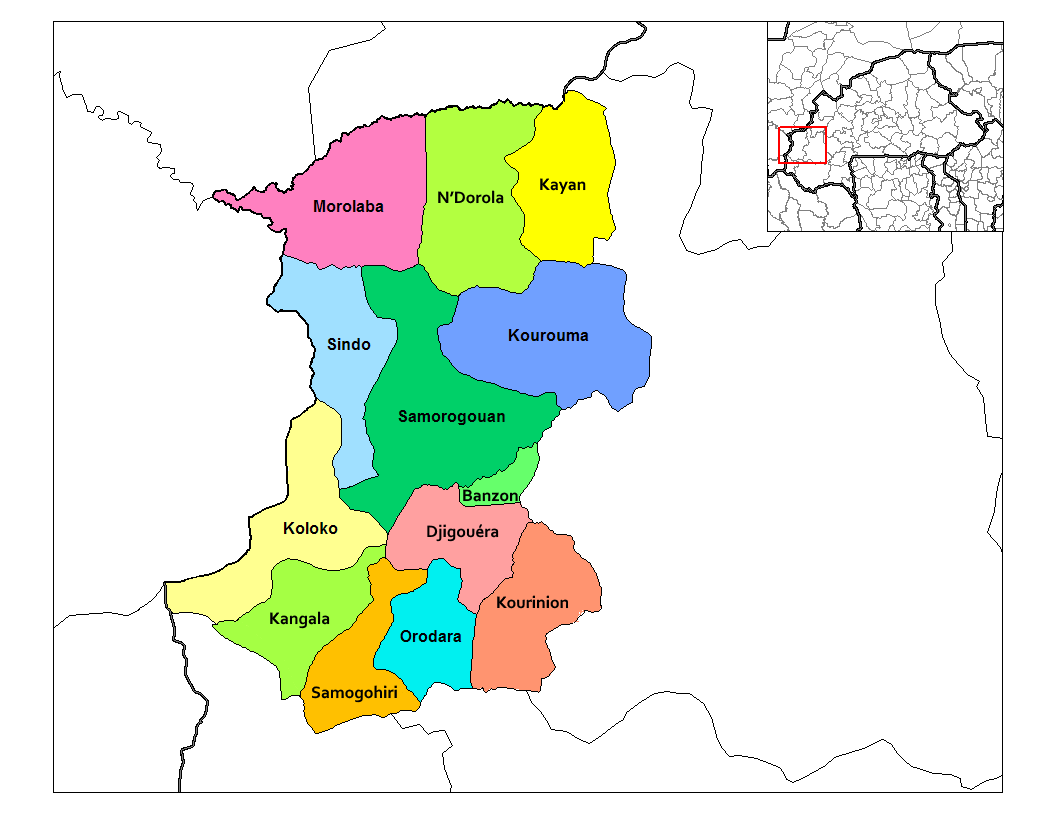
Dipartimenti della provincia di Kénédougou

- Banzon
- Djigouéra
- Kangala
- Kayan
- Koloko
- Kourinion
- Kourouma
- Morolaba
- N'dorola
- Orodara (città)
- Samogohiri
- Samorogouan
- Sindo

### Provincia di Komondjari
Dipartimenti della Provincia di Komondjari:

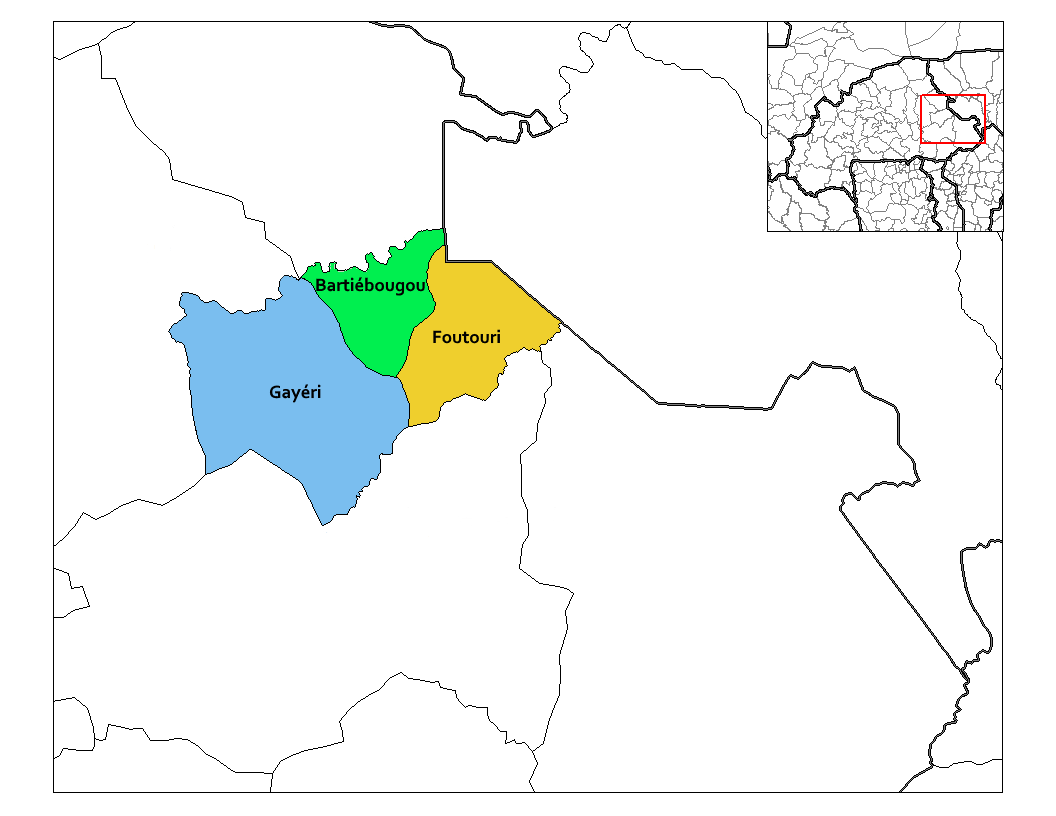
Dipartimenti della provincia di Komondjari

- Bartiébougou
- Foutouri
- Gayéri (città)

### Provincia di Kompienga
Dipartimenti della Provincia di Kompienga:

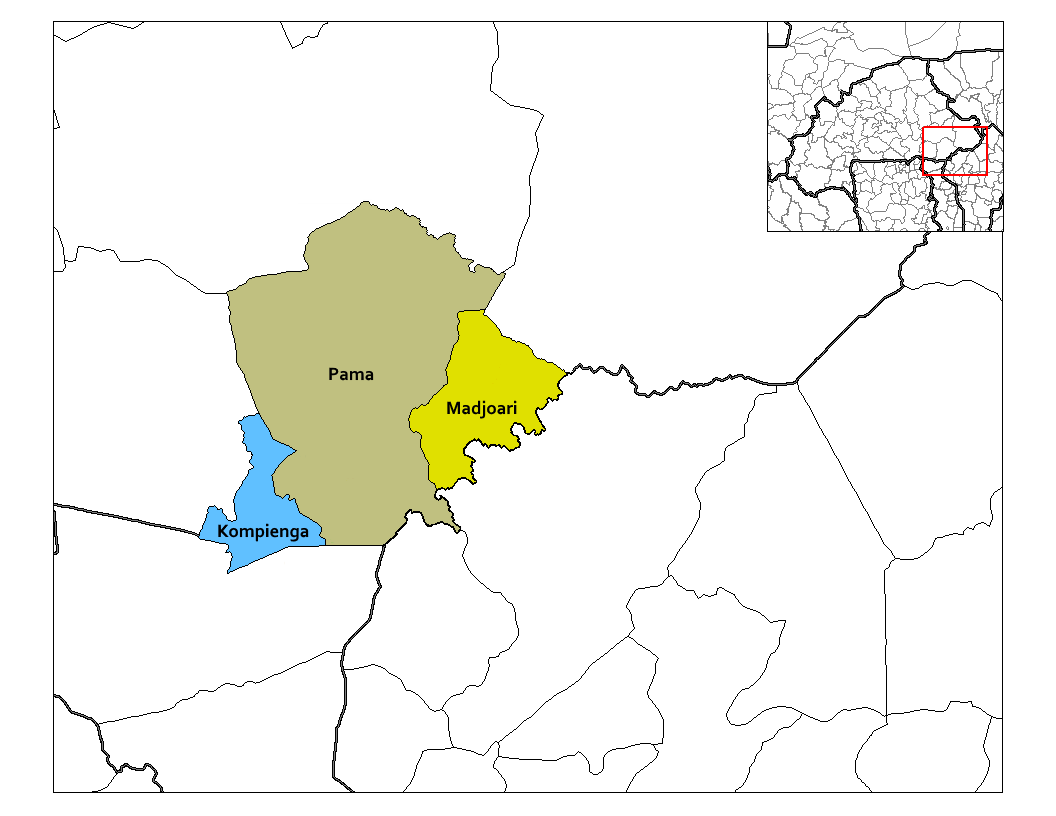
Dipartimenti della provincia di Kompienga

- Kompienga
- Madjoari
- Pama (città)

### Provincia di Kossi
Dipartimenti della Provincia di Kossi:

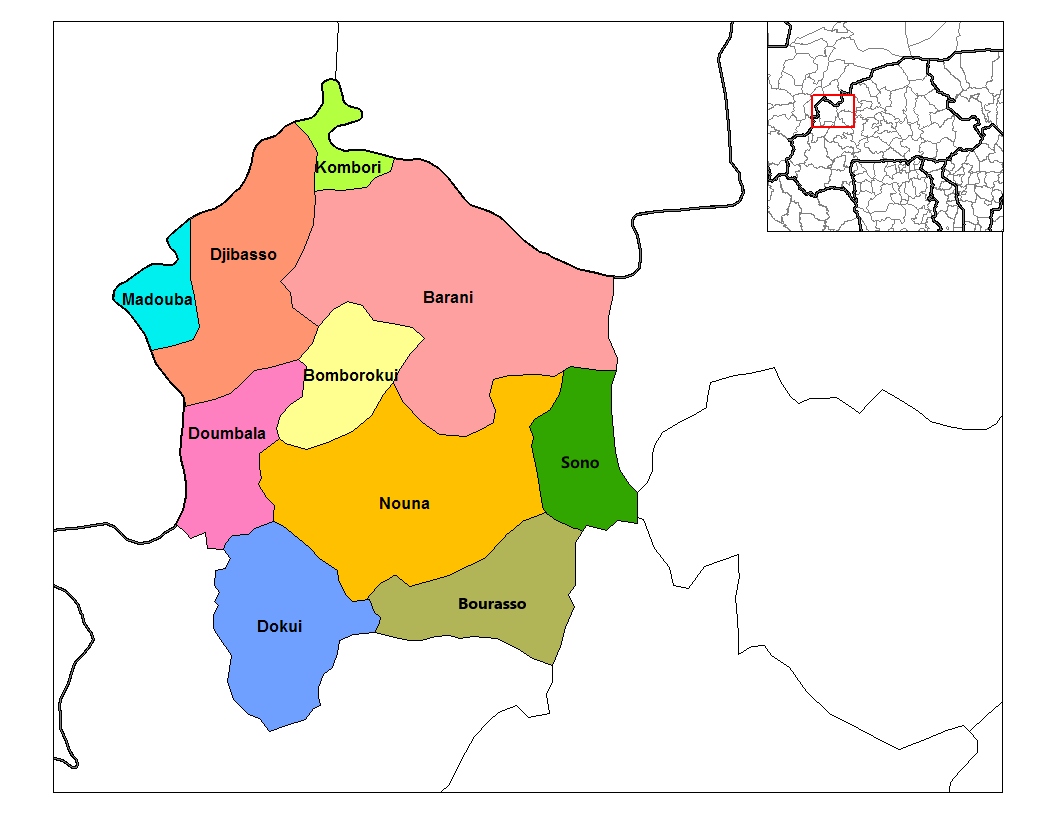
Dipartimenti della provincia di Kossi

- Barani
- Bomborokuy
- Bourasso
- Djibasso
- Dokuy
- Doumbala
- Kombori
- Madouba
- Nouna (città)
- Sono

### Provincia di Koulpélogo
Dipartimenti della Provincia di Koulpélogo:

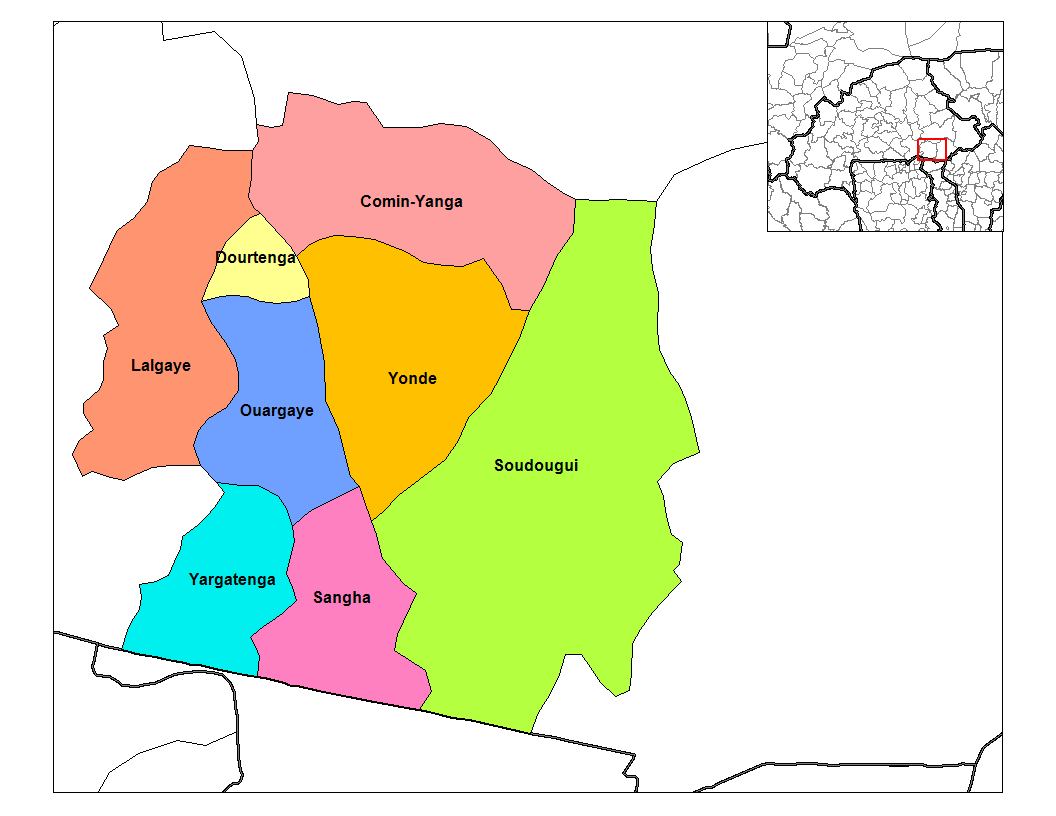
Dipartimenti della provincia di Koulpélogo

- Comin-Yanga
- Dourtenga
- Lalgaye
- Ouargaye (città)
- Sangha
- Soudougui
- Yargatenga
- Yondé

### Provincia di Kouritenga
Dipartimenti della Provincia di Kouritenga:

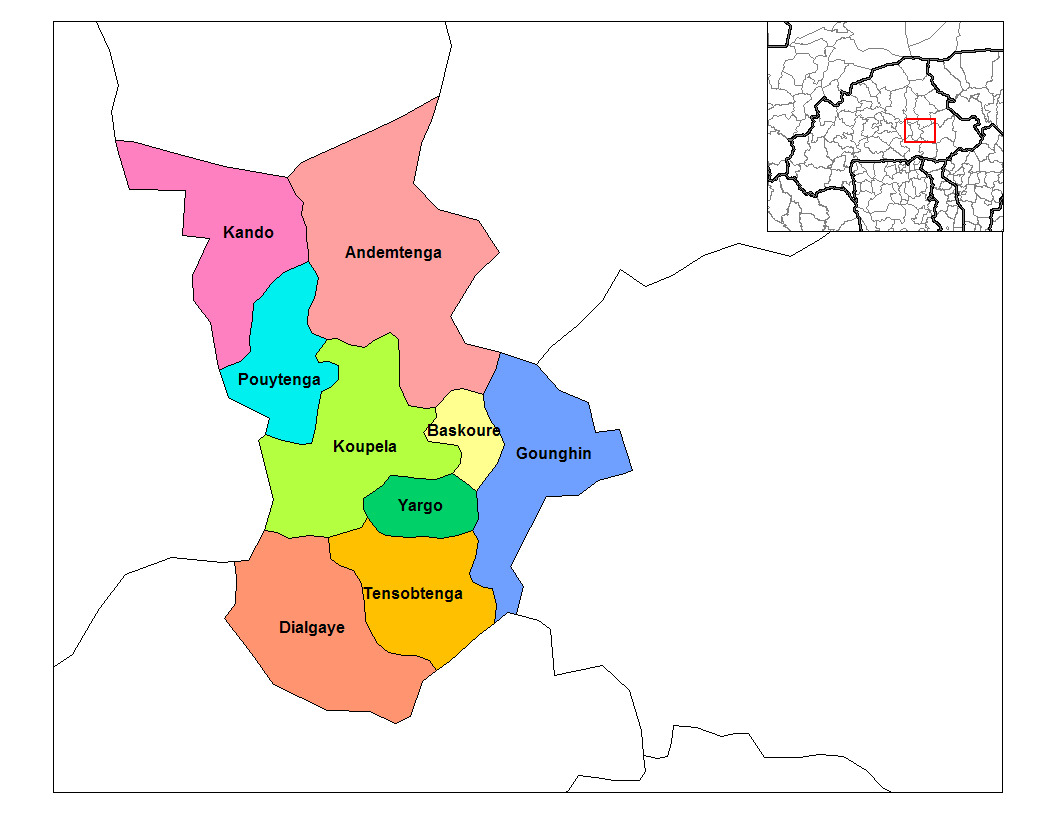
Dipartimenti della provincia di Kouritenga

- Andemtenga
- Baskouré
- Dialgaye
- Gounghin
- Kando
- Koupéla (città)
- Pouytenga (città)
- Tensobentenga
- Yargo

### Provincia di Kourwéogo
Dipartimenti della Provincia di Kourwéogo:

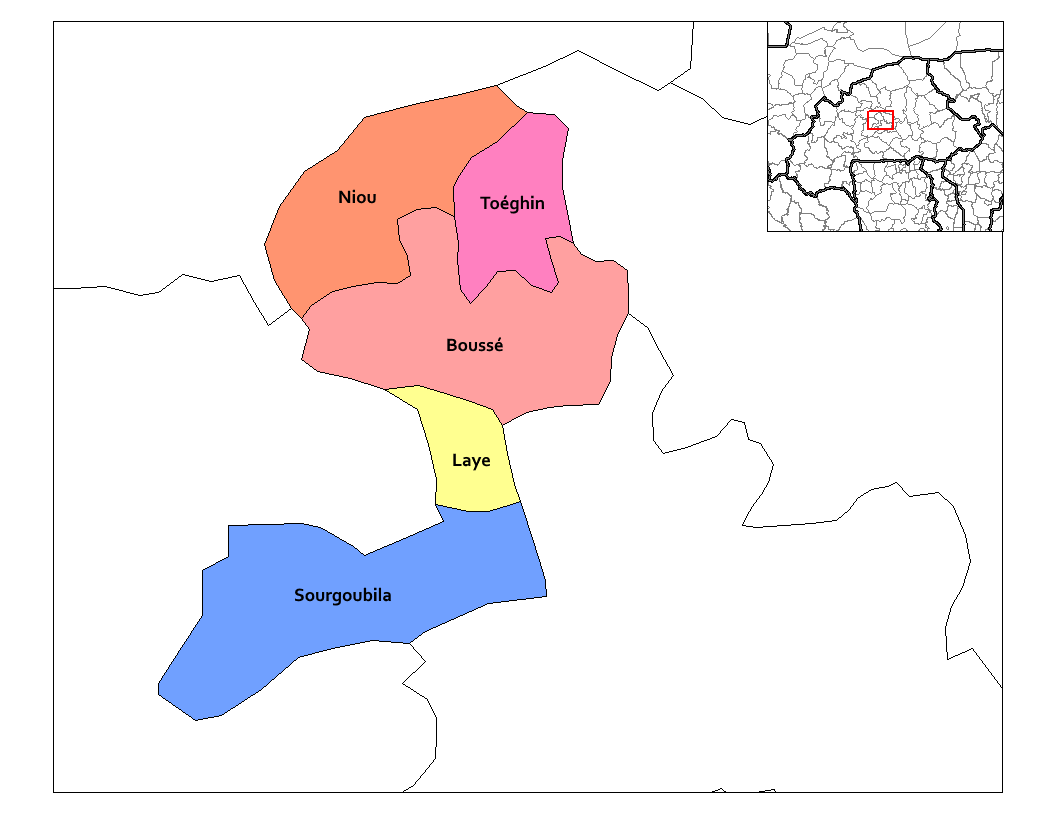
Dipartimenti della provincia di Kourwéogo

- Boussé (città)
- Laye
- Niou
- Sourgoubila
- Toéghin

### Provincia di Léraba
Dipartimenti della Provincia di Léraba:

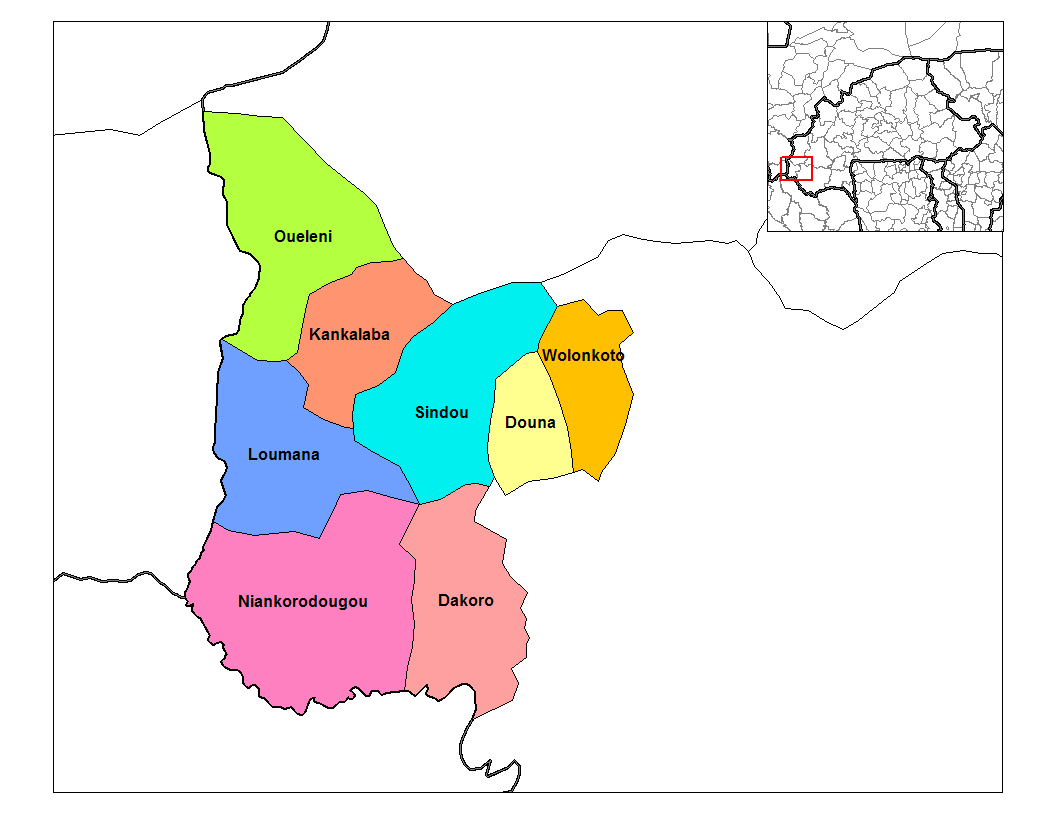
Dipartimenti della provincia di Léraba

- Dakoro
- Douna
- Kankalaba
- Loumana
- Niankorodougou
- Ouéleni
- Sindou (città)
- Wolonkoto

### Provincia di Loroum
Dipartimenti della Provincia di Loroum:

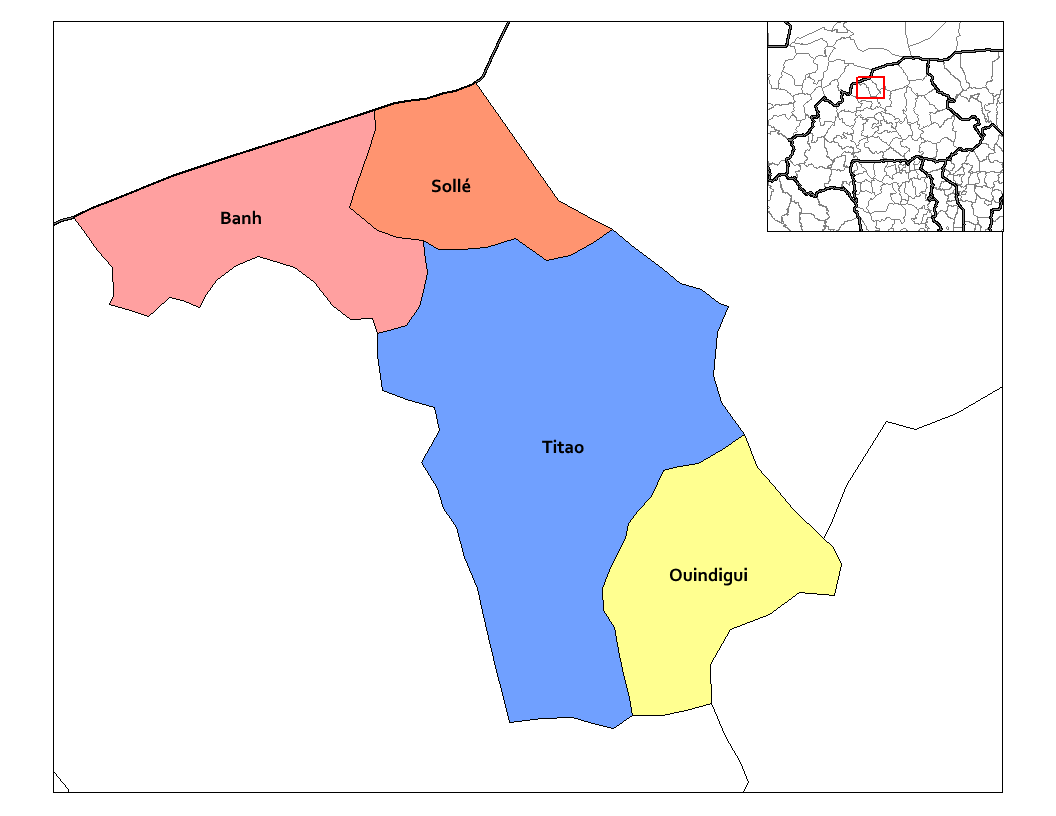
Dipartimenti della provincia di Loroum

- Banh
- Ouindigui
- Sollé
- Titao (città)

### Provincia di Mouhoun
Dipartimenti della Provincia di Mouhoun:

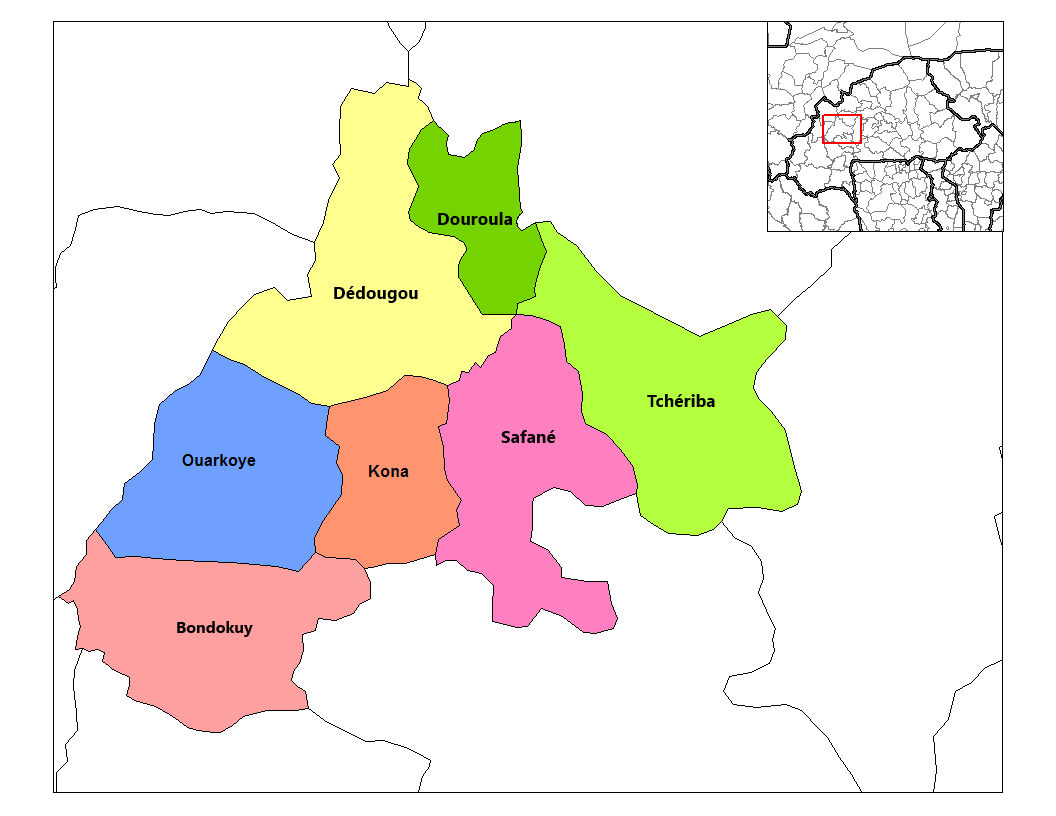
Dipartimenti della provincia di Mouhoun

- Bondokuy
- Dédougou (città)
- Douroula
- Kona
- Ouarkoye
- Safané
- Tchériba

### Provincia di Nahouri
Dipartimenti della Provincia di Nahouri:

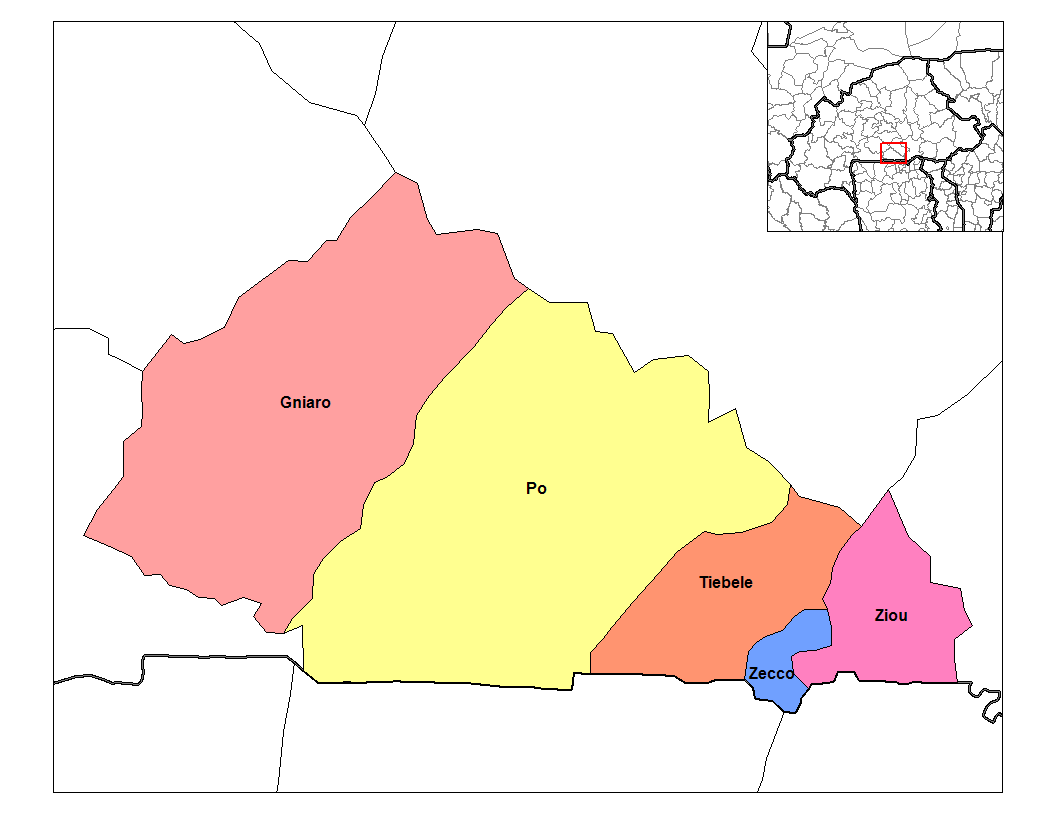
Comuni della provincia di Nahouri

- Guiaro
- Pô (città)
- Tiébélé
- Zecco
- Ziou

### Provincia di Namentenga
Dipartimenti della Provincia di Namentenga:

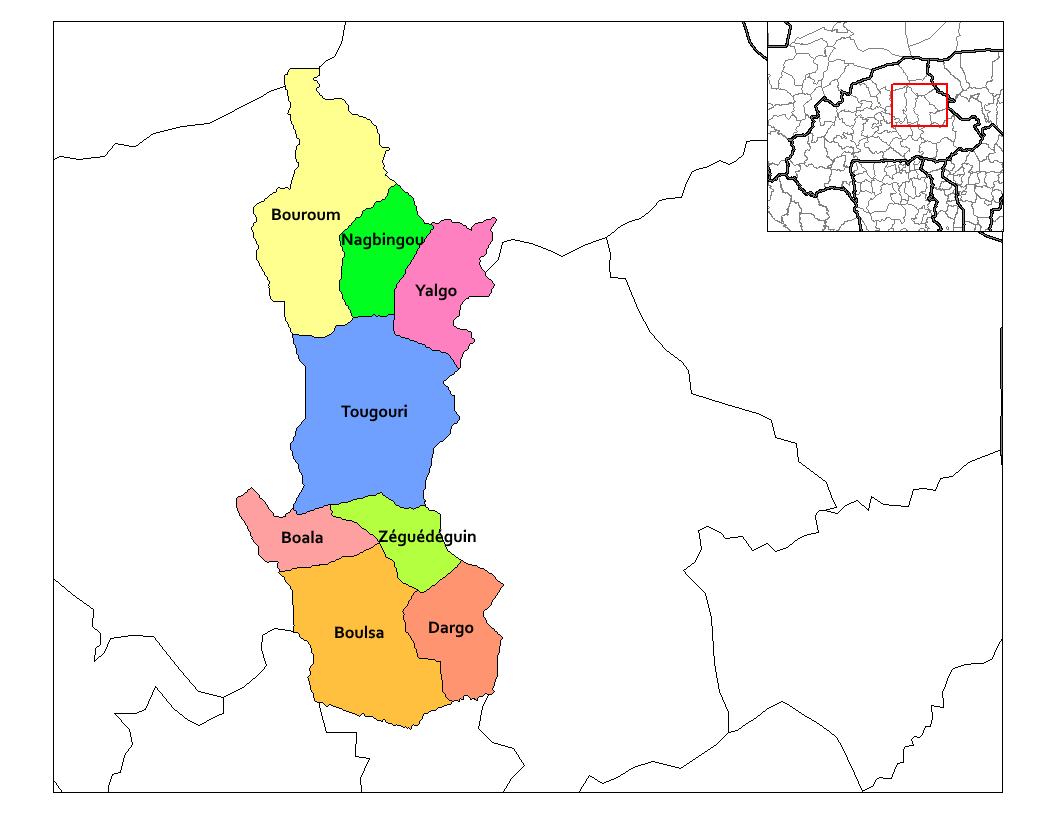
Comuni della provincia di Namentenga

- Boala
- Boulsa (città)
- Bouroum
- Dargo
- Gassan

### Provincia di Nayala
Dipartimenti della Provincia di Nayala:

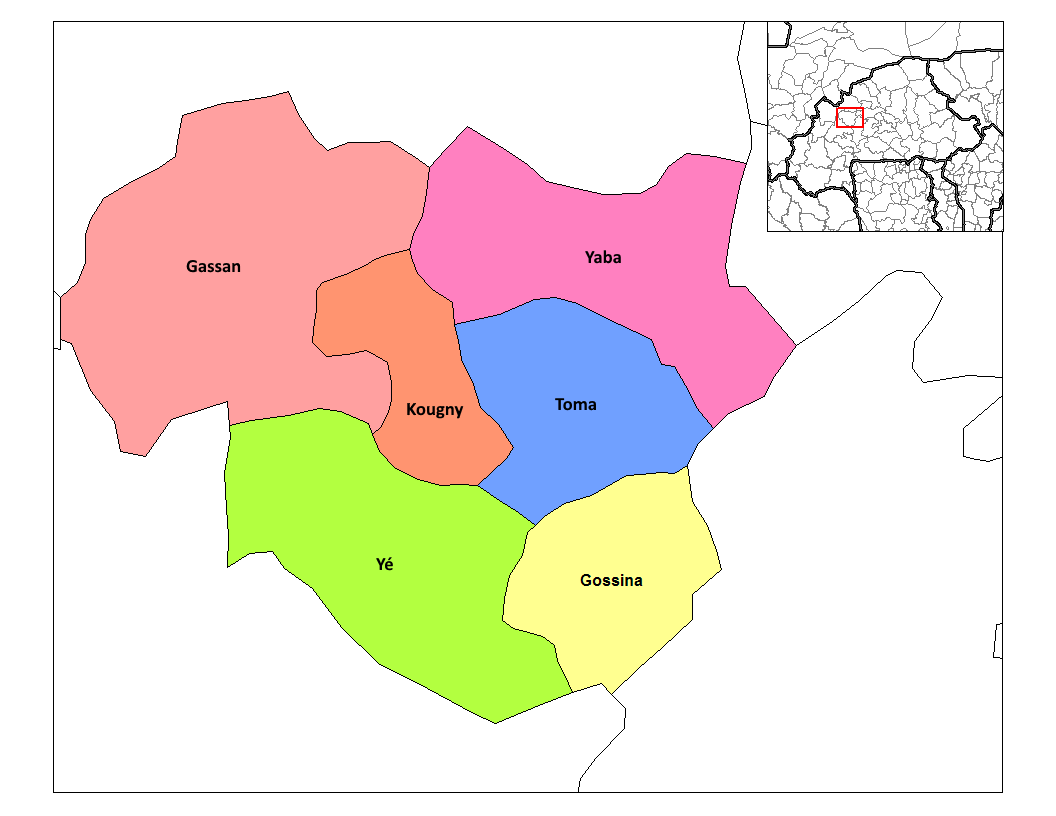
Comuni della provincia di Nayala

- Gossina
- Kougny
- Nagbingou
- Toma (città)
- Tougouri
- Yaba
- Yalgo
- Yé
- Zéguédéguin

### Provincia di Noumbiel
Dipartimenti della Provincia di Noumbiel:

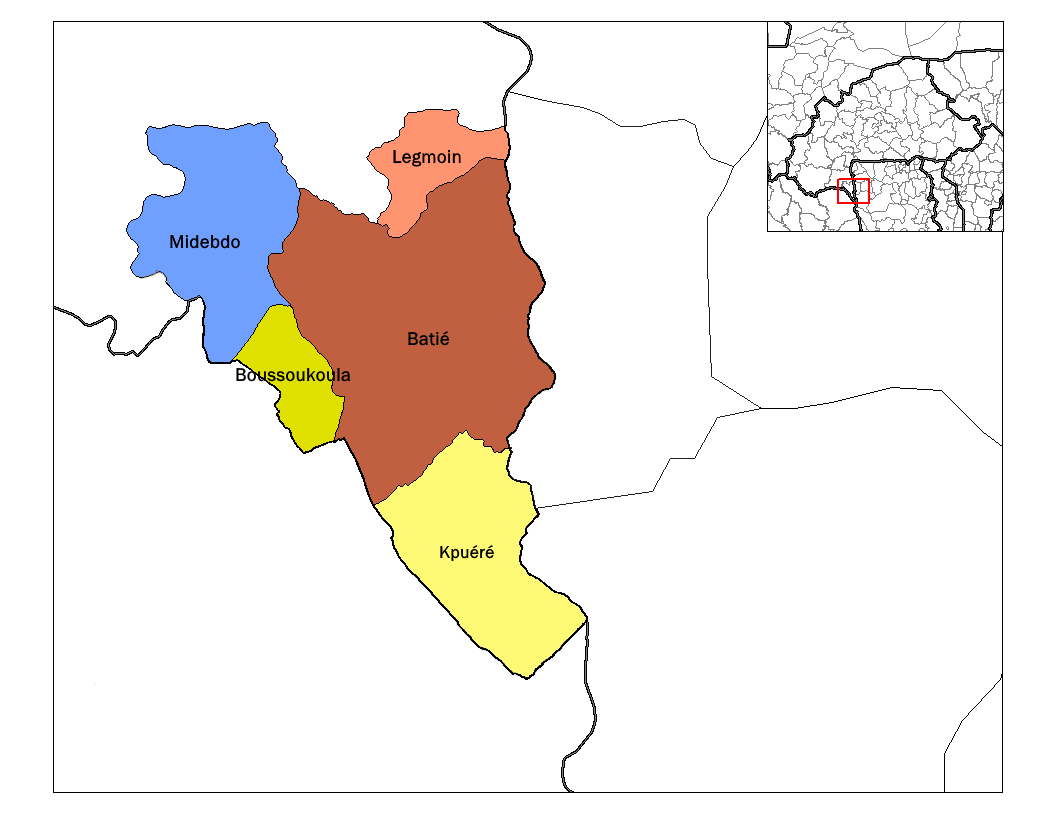
Comuni della provincia di Noumbiel

- Batié (città)
- Boussoukoula
- Kpuéré
- Legmoin
- Midebdo

### Provincia di Oubritenga
Dipartimenti della Provincia di Oubritenga:

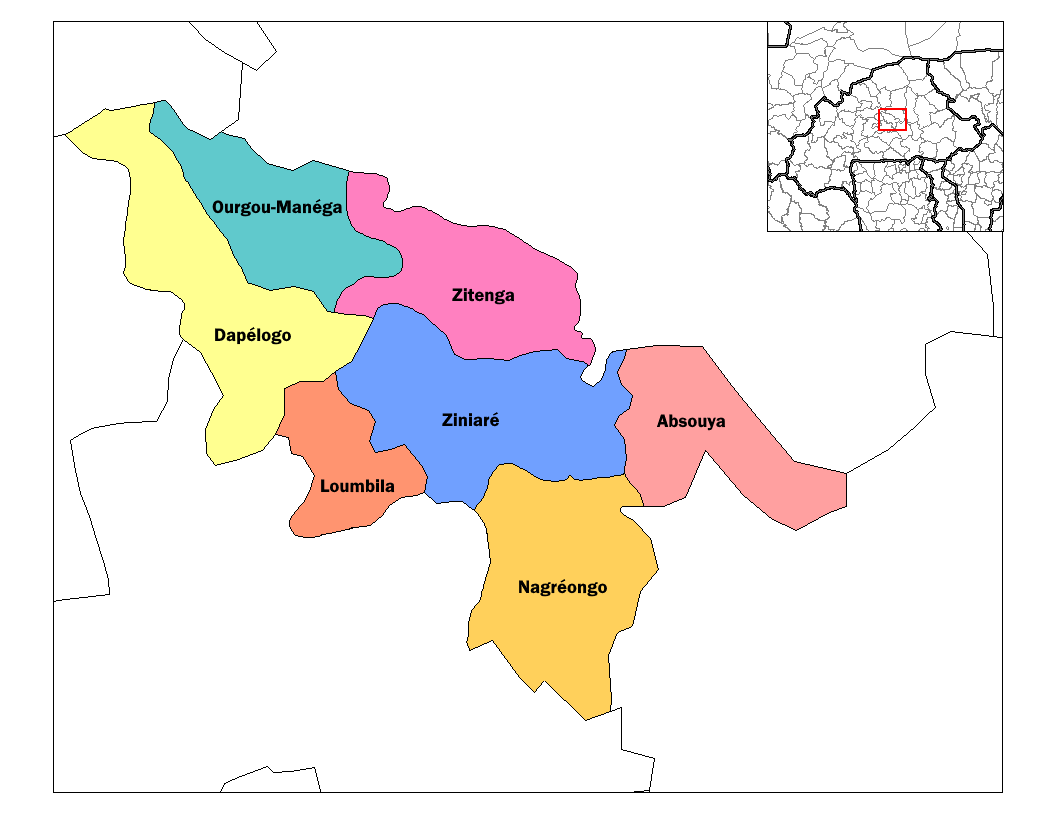
Comuni della provincia di Oubritenga

- Absouya
- Dapélogo
- Loumbila
- Nagréongo
- Ourgou-Manéga
- Ziniaré (città)
- Zitenga

### Provincia di Oudalan
Dipartimenti della Provincia di Oudalan:

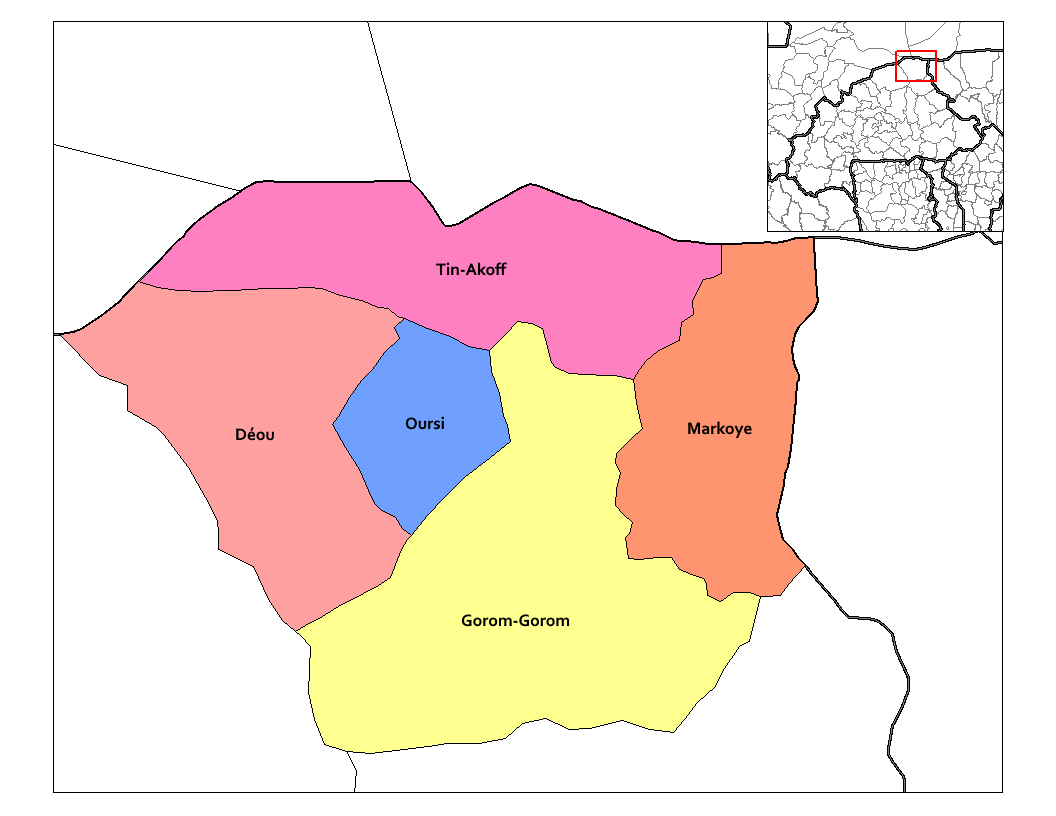
Comuni della provincia di Oudalan

- Déou
- Gorom-Gorom (città)
- Markoye
- Oursi
- Tin-Akoff

### Provincia di Passoré
Dipartimenti della Provincia di Passoré:

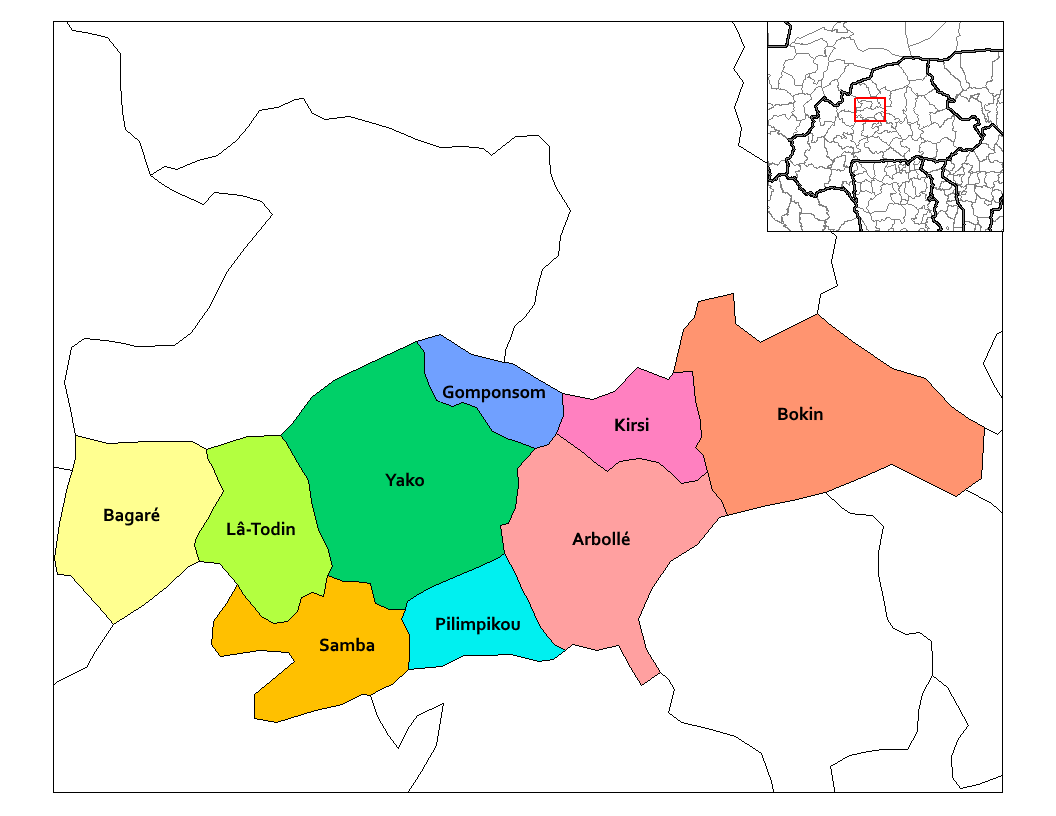
Comuni della provincia di Passoré

- Arbolé
- Bagaré
- Bokin
- Gomponsom
- Kirsi
- Lâ-Todin
- Pilimpikou
- Samba
- Yako (città)

### Provincia di Poni
Dipartimenti della Provincia di Poni:

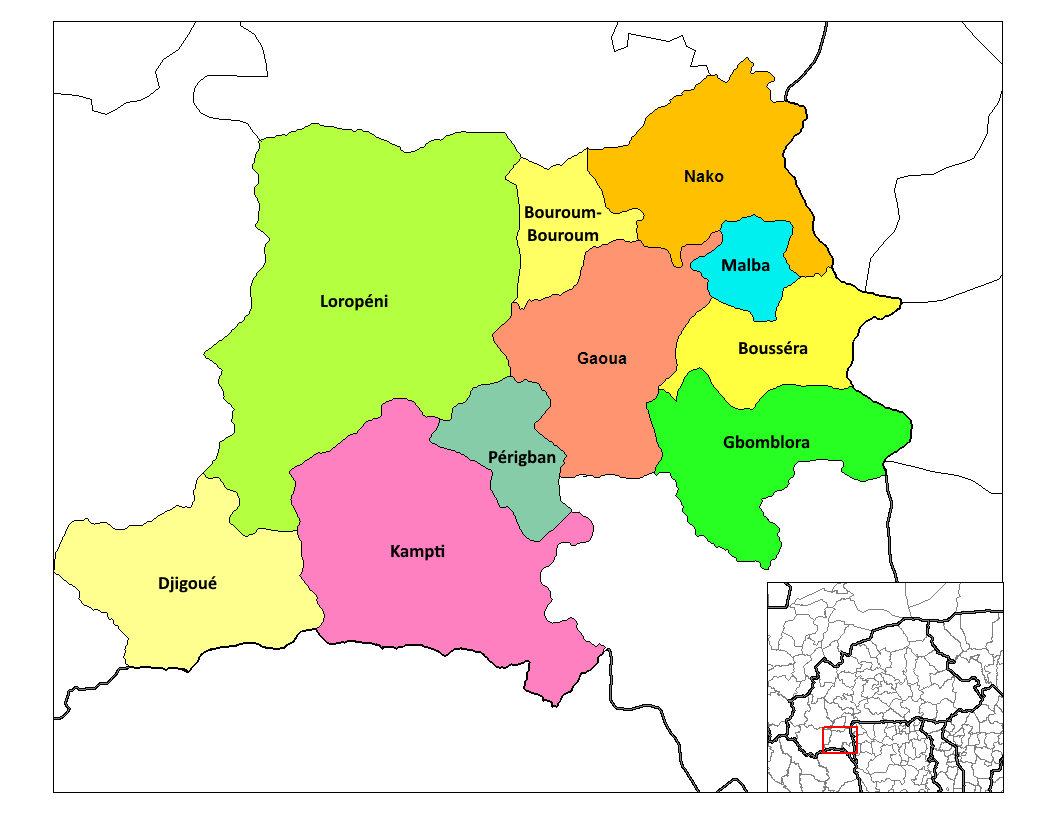
Comuni della provincia di Poni

- Bouroum-Bouroum
- Boussera
- Djigoué
- Gaoua (città)
- Gbomblora
- Kampti
- Loropéni
- Malba
- Nako
- Périgban

### Provincia di Sanguié
Dipartimenti della Provincia di Sanguié:

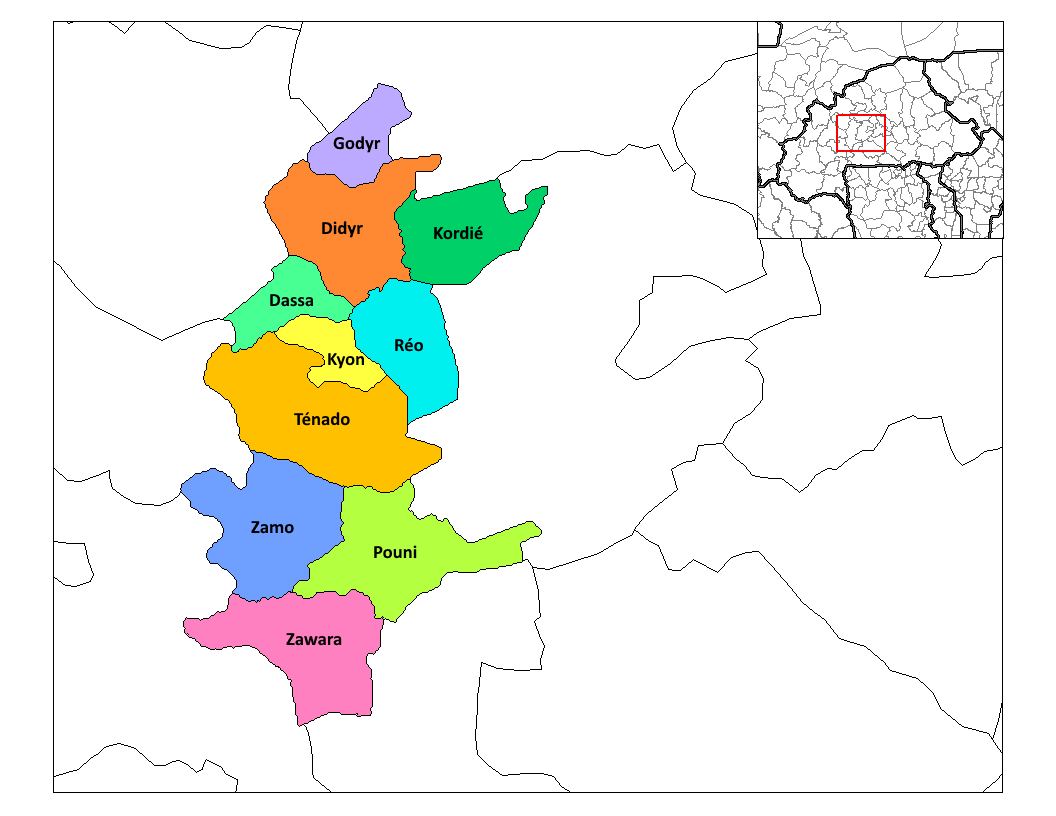
Comuni della provincia di Sanguié

- Dassa
- Didyr
- Godyr
- Kordié
- Kyon
- Pouni
- Réo (città)
- Ténado
- Zamo
- Zawara

### Provincia di Sanmatenga
Dipartimenti della Provincia di Sanmatenga:

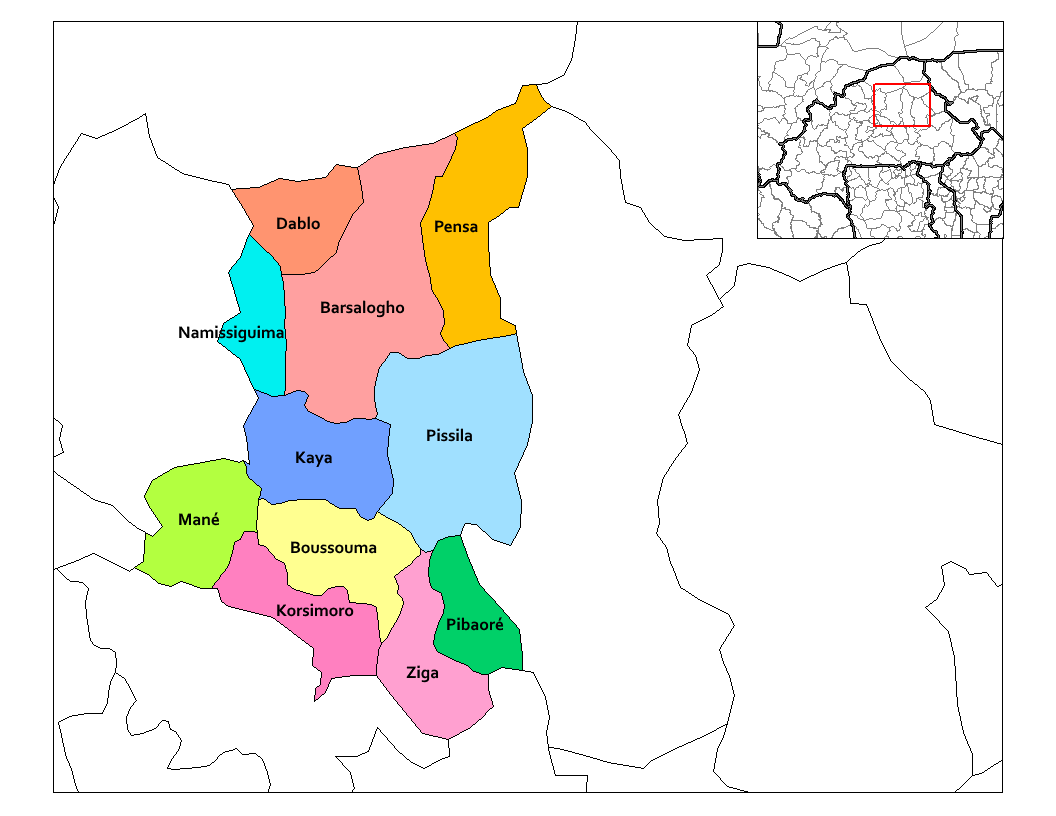
Comuni della provincia di

- Barsalogho
- Boussouma (Centro-Nord)
- Dalo
- Kaya (città)
- Korsimoro
- Mané
- Namissiguima (Centro-Nord)
- Pensa
- Pibaoré
- Pissila
- Ziga

### Provincia di Séno
Dipartimenti della Provincia di Séno:

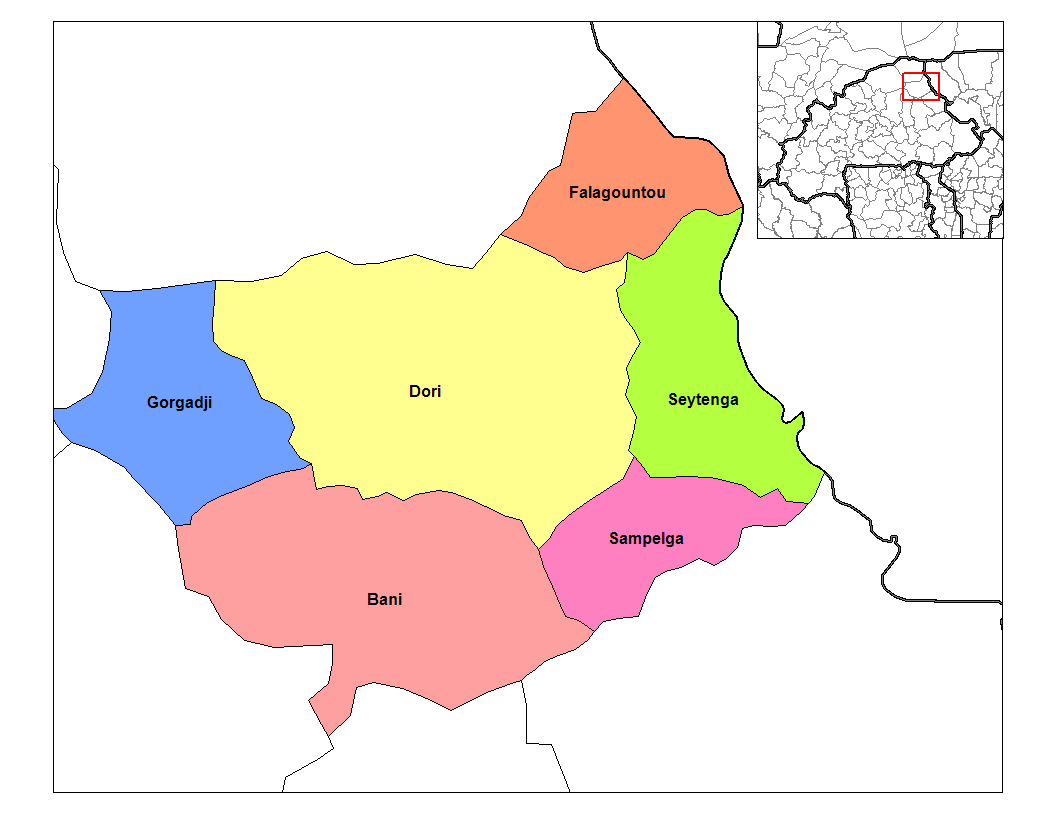
Comuni della provincia di Séno

- Bani
- Dori (città)
- Falagountou
- Gorgadji
- Sampelga
- Seytenga

### Provincia di Sissili
Dipartimenti della Provincia di Sissili:

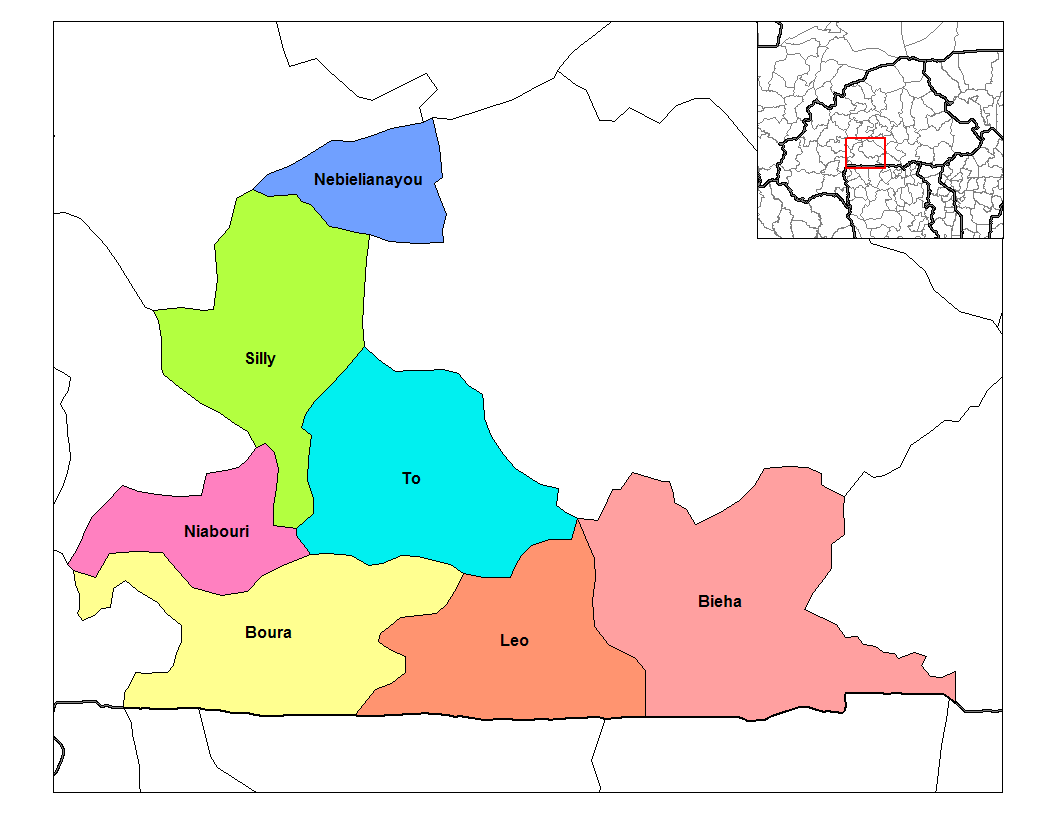
Comuni della provincia di Sissili

- Biéha
- Boura
- Léo:
- Nébiélianayou
- Niabouri
- Silly
- Tô

### Provincia di Soum
Dipartimenti della Provincia di Soum:

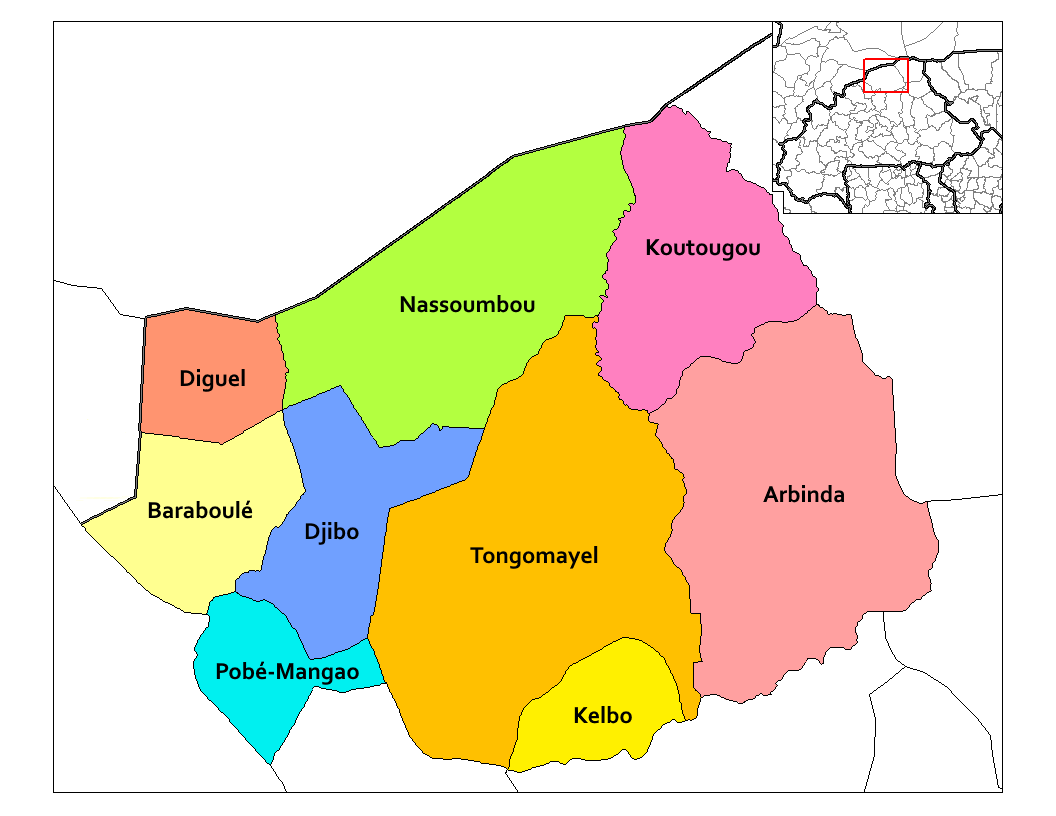
Comuni della provincia di Soum

- Arbinda
- Baraboulé
- Diguel
- Djibo (città)
- Kelbo
- Koutougou
- Nassoumbou
- Pobé-Mengao
- Tongomayel

### Provincia di Sourou
Dipartimenti della Provincia di Sourou:

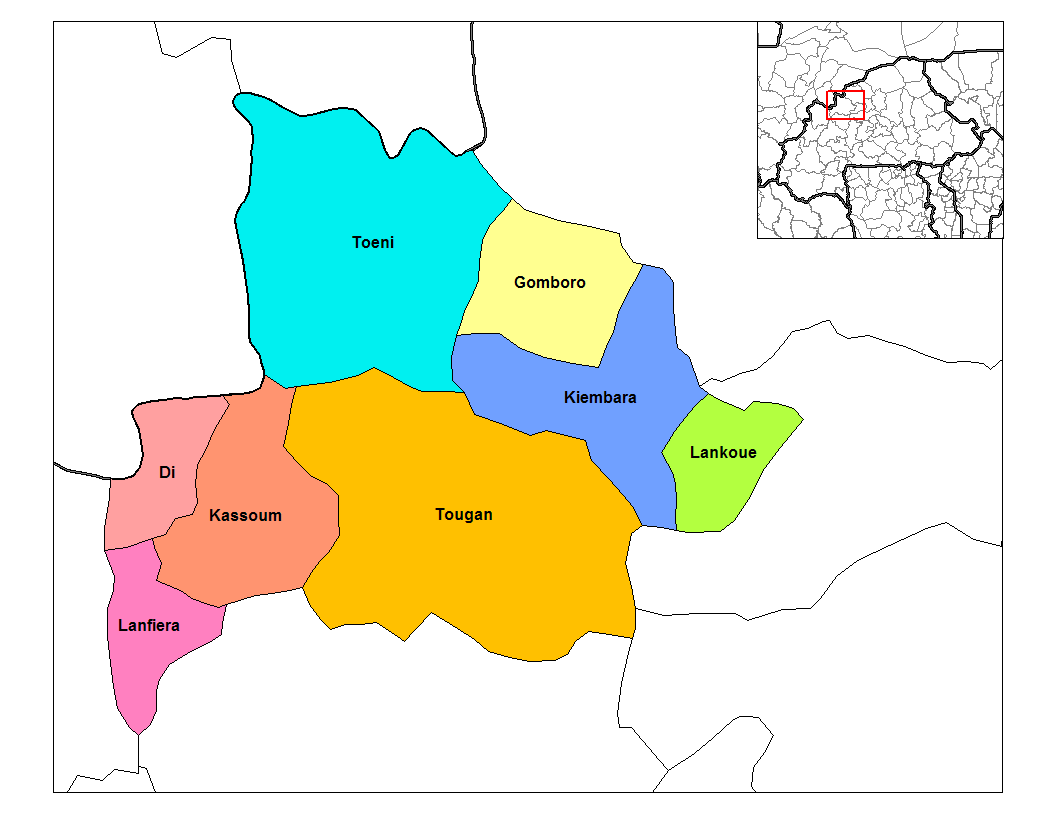
Comuni della provincia di Sourou

- Di
- Gomboro
- Kassoum
- Kiembara
- Lanfiéra
- Lankoué
- Toéni
- Tougan (città)

### Provincia di Tapoa
Dipartimenti della Provincia di Tapoa:

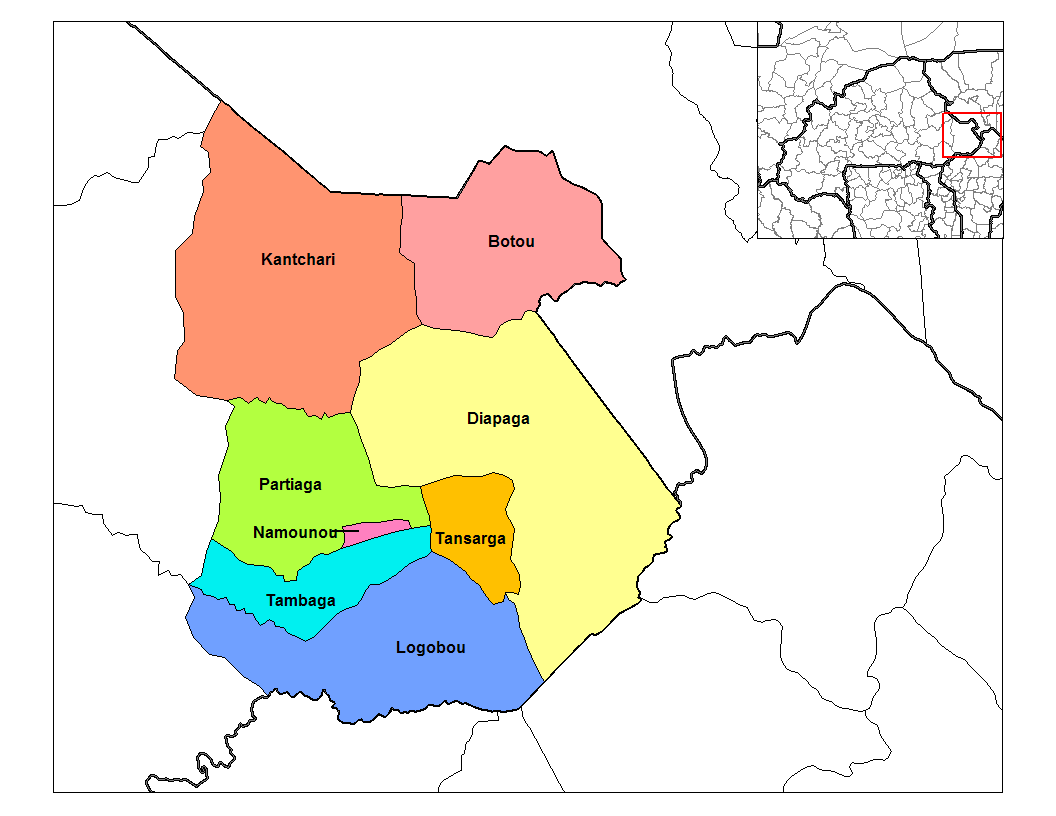
Comuni della provincia di Tapoa

- Botou
- Diapaga (città)
- Kantchari
- Logobou
- Namounou
- Partiaga
- Tambaga
- Tansarga

### Provincia di Tuy
Dipartimenti della Provincia di Tuy:

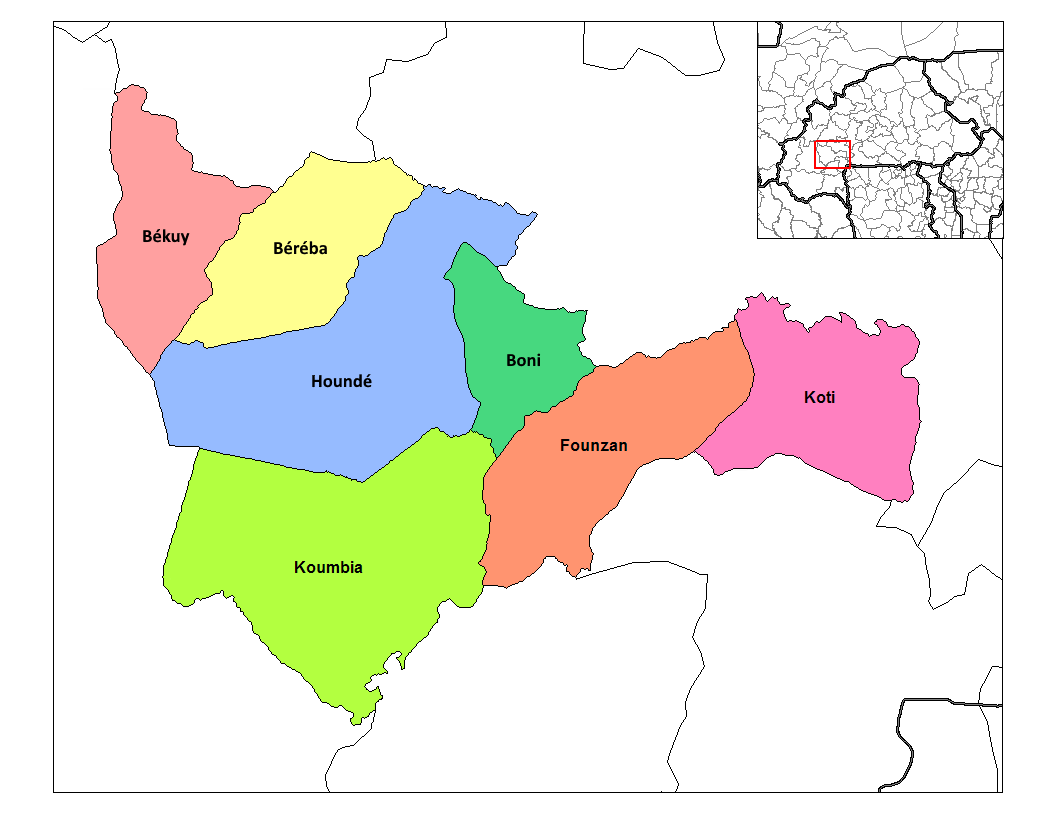
Comuni della provincia di Tuy

- Bekuy
- Béréba
- Boni
- Founzan
- Houndé (città)
- Koti
- Koumbia

### Provincia di Yagha
Dipartimenti della Provincia di Yagha:

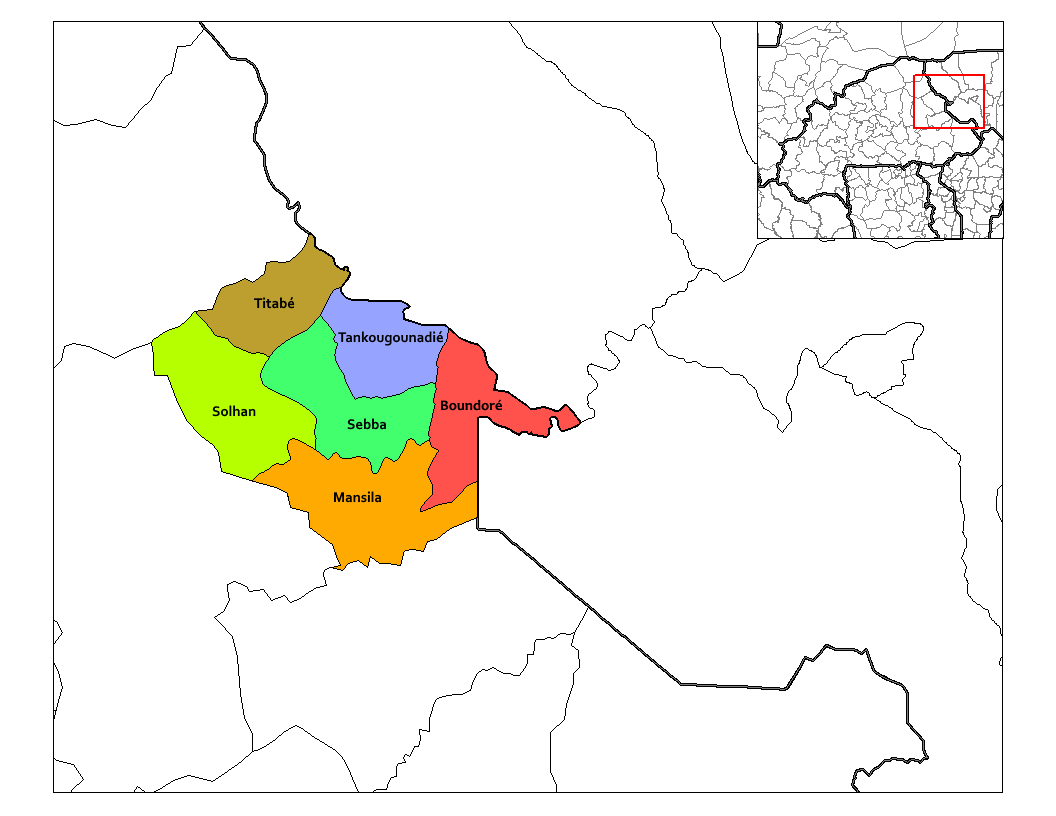
Comuni della provincia di Yagha

- Boundoré
- Mansila
- Sebba (città)
- Solhan
- Tankougounadié
- Titabé

### Provincia di Yatenga
Dipartimenti della Provincia di Yatenga:

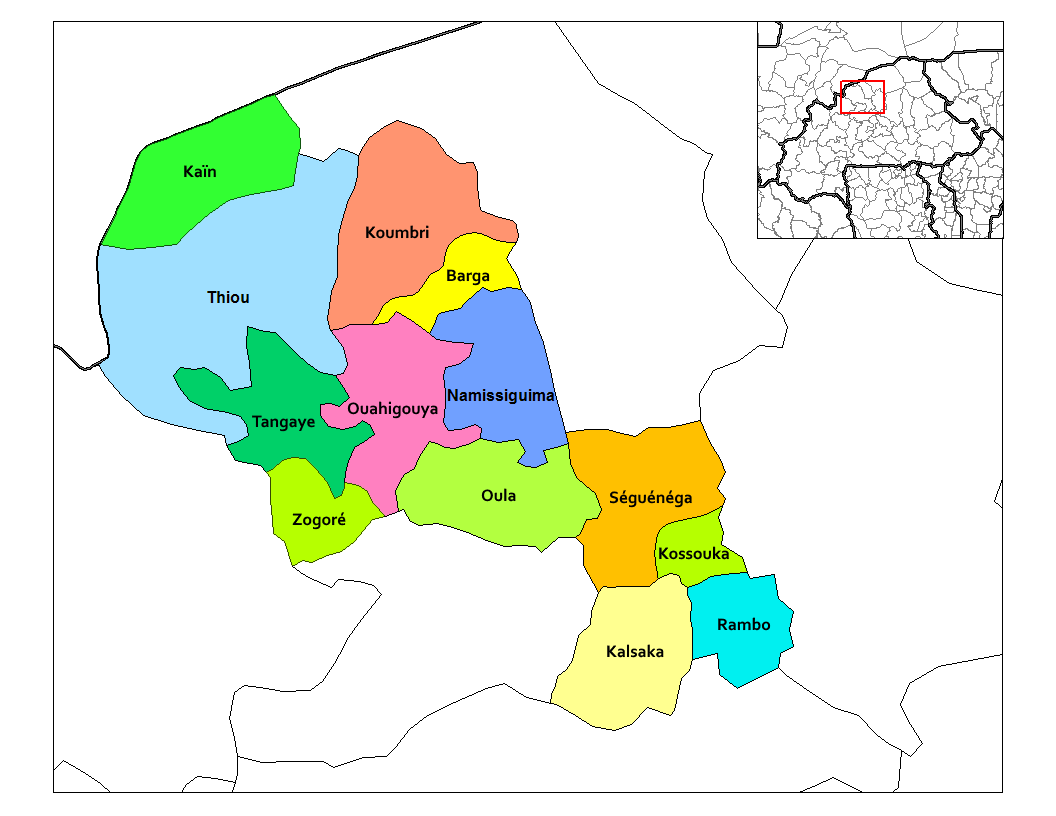
Comuni della provincia di Yatenga

- Barga
- Kaïn
- Kalsaka
- Kossouka
- Koumbri
- Namissiguima (Nord)
- Ouahigouya (città)
- Oula
- Rambo
- Séguénéga
- Tangaye
- Thiou
- Zogoré

### Provincia di Ziro
Dipartimenti della Provincia di Ziro:

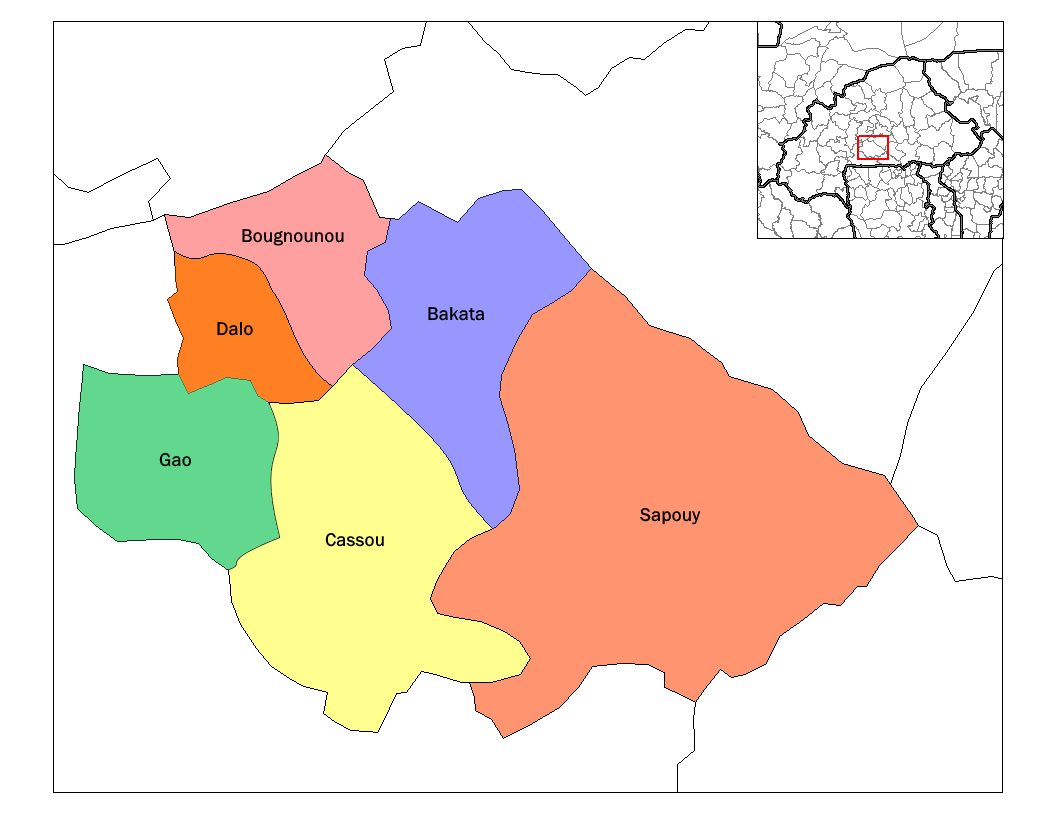
Comuni della provincia di Ziro

- Bakata
- Bougnounou
- Cassou
- Dablo
- Gao
- Sapouy (città)

### Provincia di Zondoma
Dipartimenti della Provincia di Zondoma:

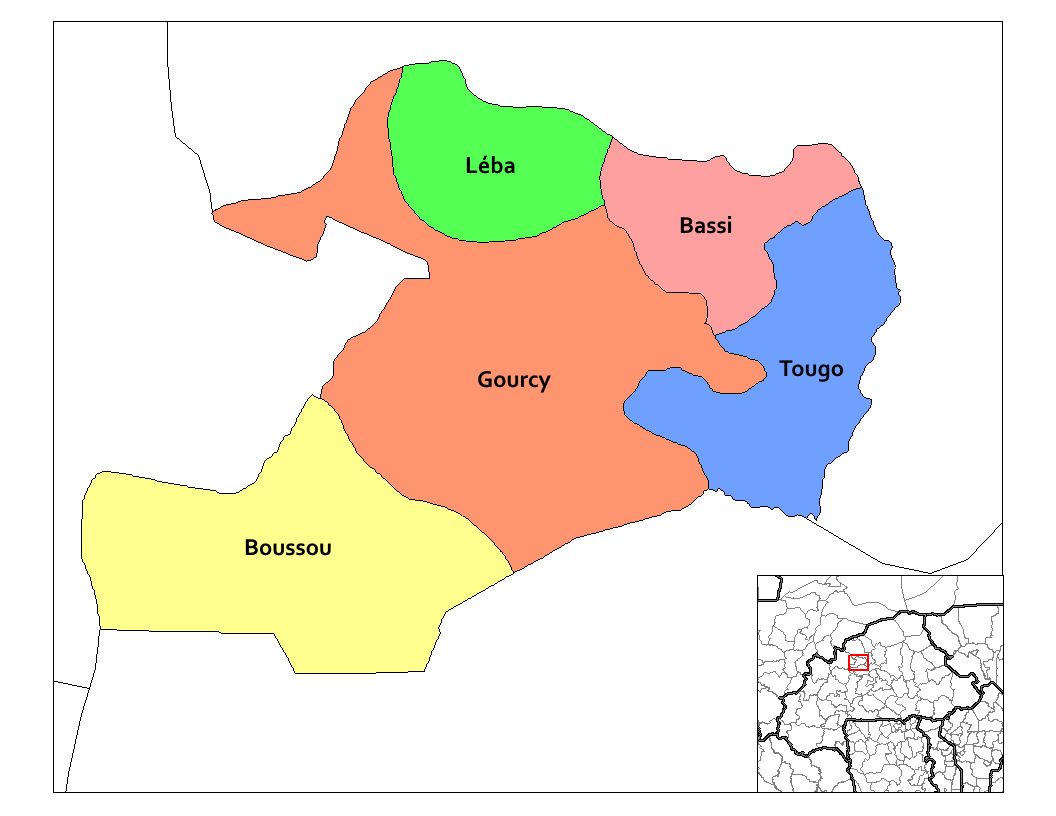
Comuni della provincia di Zondoma

- Bassi
- Boussou
- Gourcy (città)
- Léba
- Tougo

### Provincia di Zoundwéogo
Dipartimenti della Provincia di Zoundwéogo:

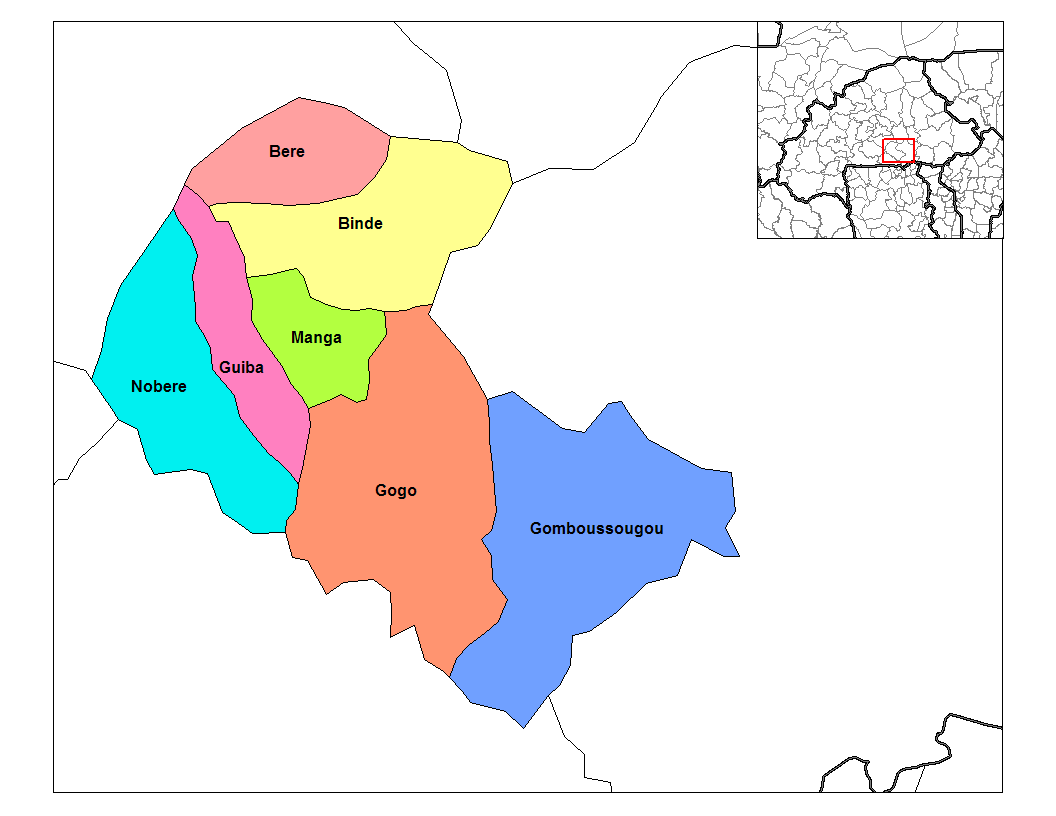
Comuni della provincia di Zoundwéogo

- Béré
- Bindé
- Gogo
- Gomboussougou
- Guiba
- Manga (città)
- Nobéré